# Marrón
En general, se llama marrón, pardo, café, castaño, canelo, carmelita, chocolate o kalua a los colores oscuros y poco saturados, semejantes a la coloración más característica de la madera, de la tierra o del pelaje del oso pardo; los cuales se encuentran dentro de la tonalidad del  naranja al amarillo naranja.

## Nombres del color marrón
La manera de designar a este color se encuentra regionalizada. Dependiendo de la adjetivación cromática habitual en su región de origen, cada hispanohablante se referirá al color como «marrón», «pardo», «castaño», «café», «carmelita» o «chocolate» sin que la preferencia por un vocablo u otro denote un tono particular de marrón. Por el contrario, «canelo» denota una coloración más específica, similar a la de la canela. También llamada color "Daguito" en el sur de Perú. Sinónimos: café, chaufa, color dago.

### Pardo
Pardo (del latín pardus y del griego párdos, ‘leopardo’) designaba originariamente al color predominante del pelaje del leopardo (Panthera pardus) y es, de esta lista, probablemente el vocablo más antiguo. En idioma castellano aparece en el siglo X.
De una manera general e inespecífica, «pardo» alude a las coloraciones rojas a amarillo anaranjadas, medias a oscuras y de saturación moderada a muy débil. También se puede decir «pardo» por ocre, ocre claro, ocre oscuro, castaño, grisáceo, gris, desaturado, sucio, oscuro u opaco.

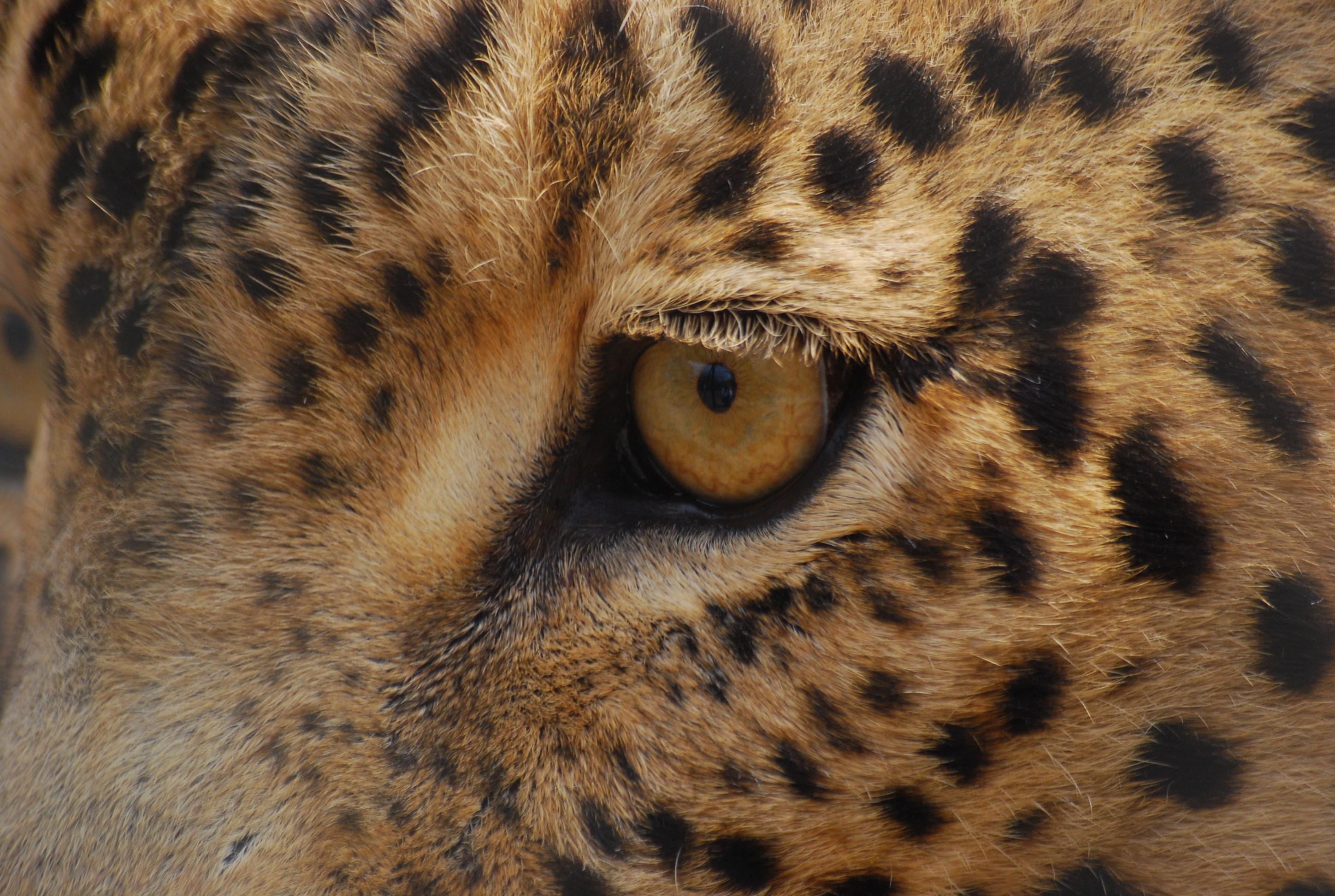
El color característico del leopardo
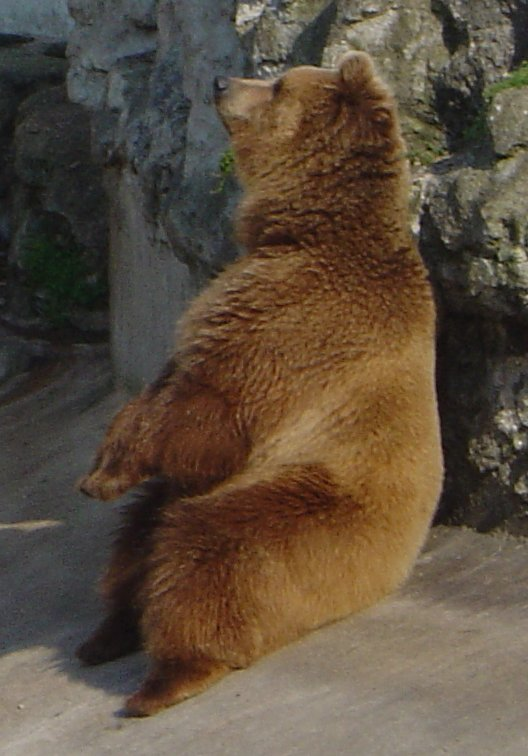
Oso pardo

### Castaño y castaña
Castaño (del latín castanĕa, ‘castaña’) se dice generalmente al color castaña, que corresponde a la pigmentación de la cáscara del fruto del castaño.
En Cuba, Argentina, España y Uruguay, donde se lo sustituye frecuentemente por el galicismo marrón, se usa sin embargo castaño para denotar un color de cabello y de ojos, lo mismo que en Chile y ocasionalmente en Panamá. También se ha usado para indicar el color del pelaje de los animales y el color de la tierra. Un color también puede llamarse acastañado para indicar que es próximo al castaño.

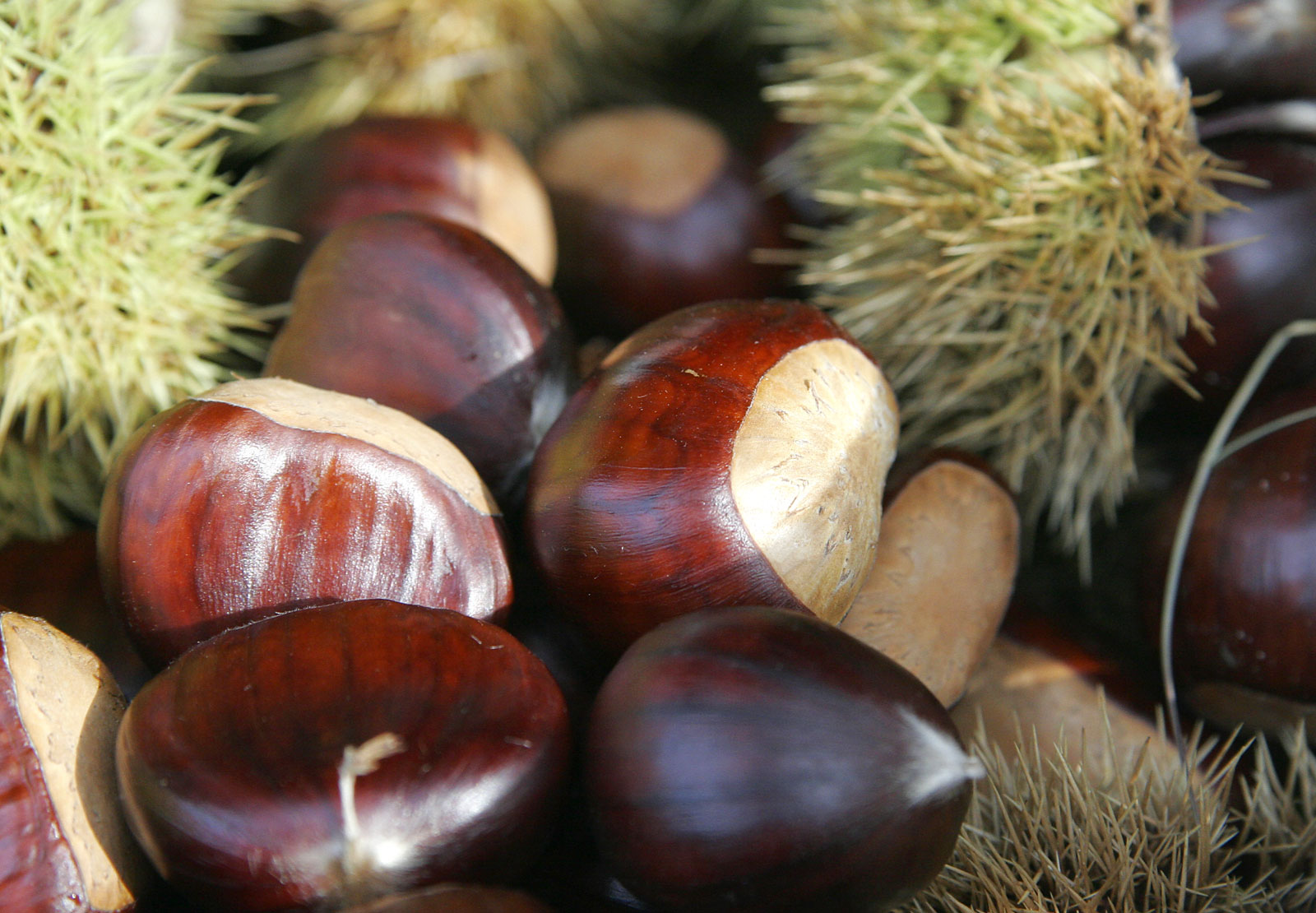
Castañas comestibles
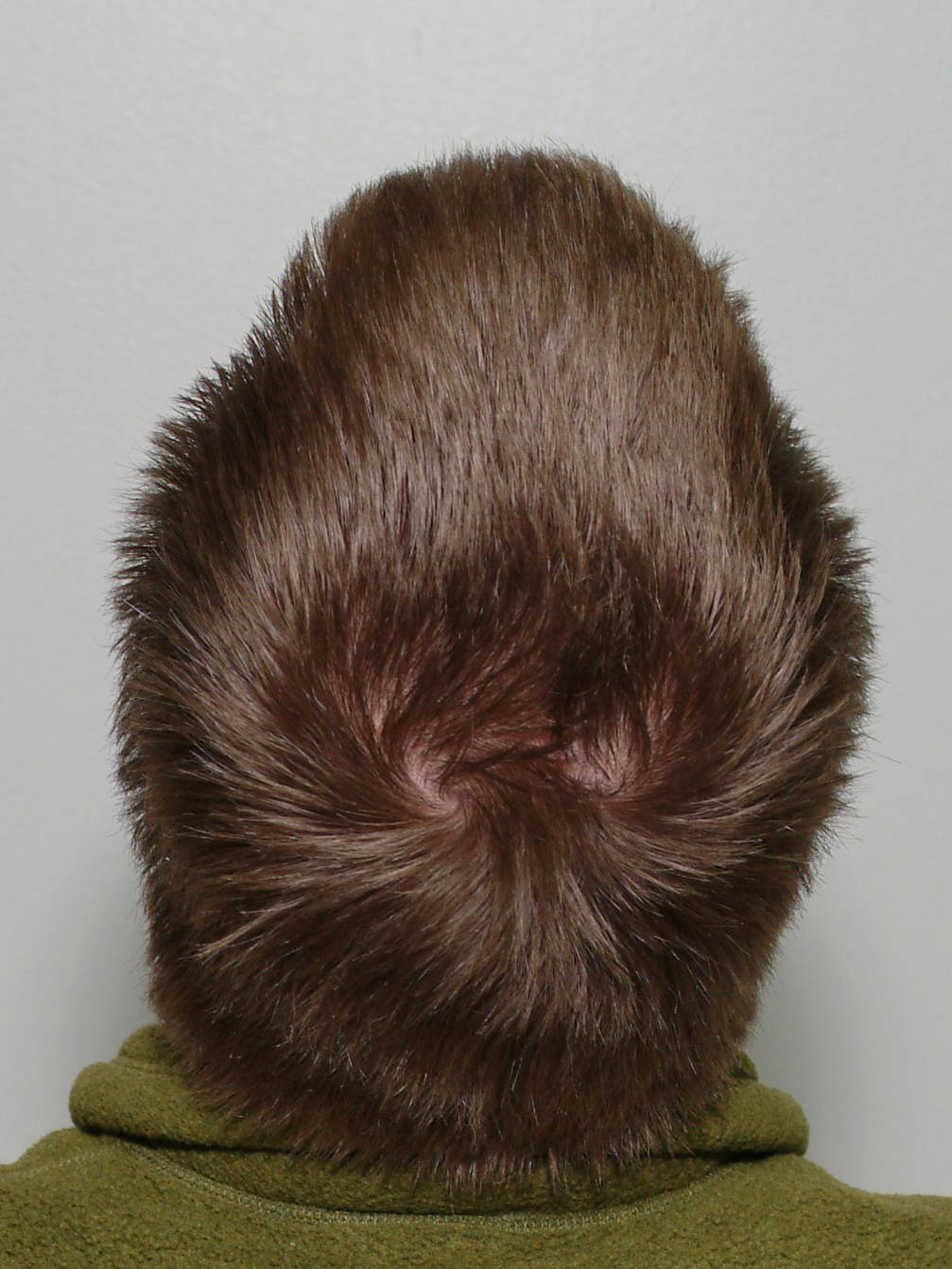
Cabello castaño
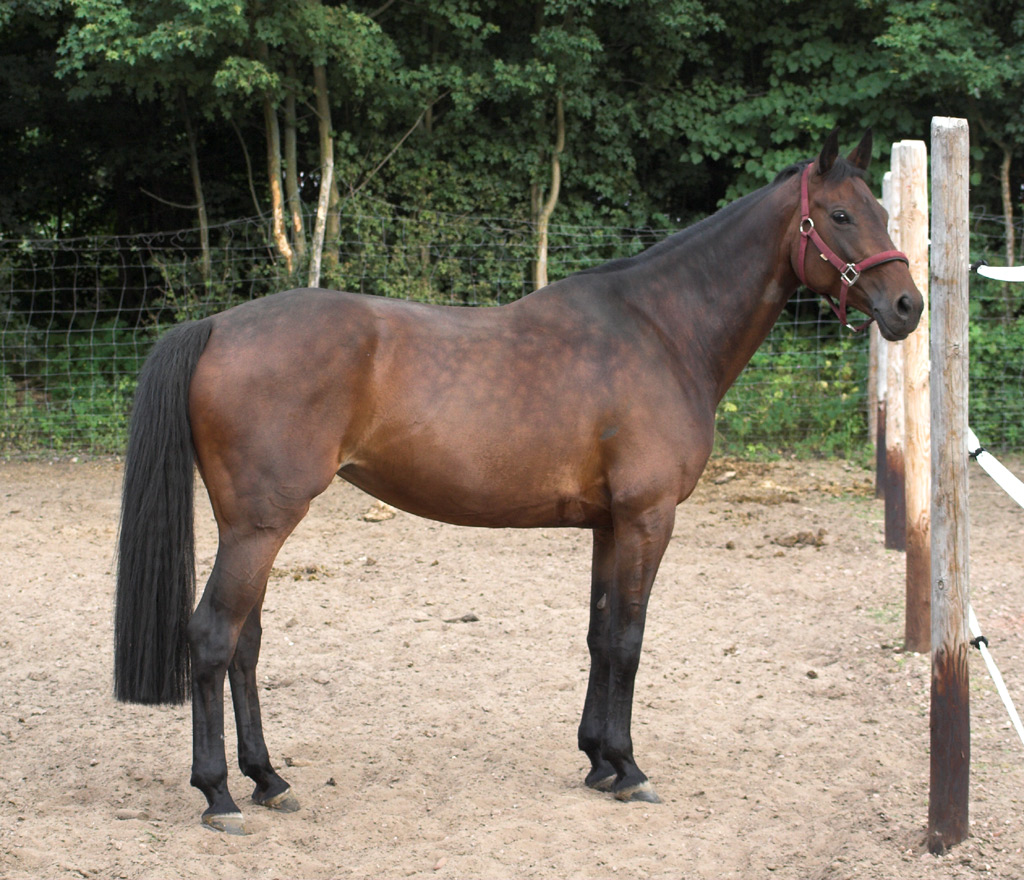
Yegua de pelaje castaño

### Marrón propiamente dicho
Marrón, del francés marron (‘castaña comestible, color castaño’), es un galicismo por castaño que se usa en Cuba, Argentina, España, Perú, Uruguay y, menos frecuentemente, en Chile; también se usa en Bolivia y Venezuela.[cita requerida]

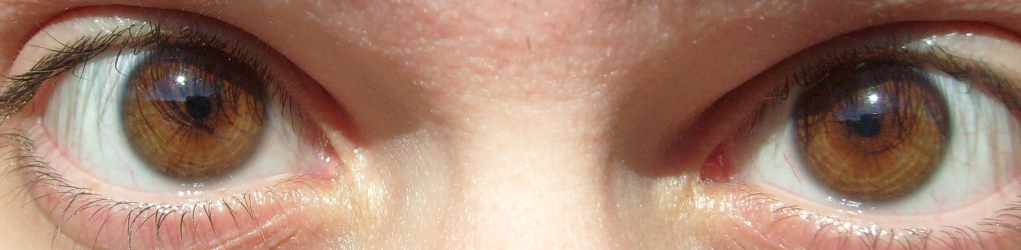
Ojos marrones.

El marrón se origina en el castaño, pero es inespecífico, es decir que ya no guarda fidelidad a su referente original, aunque para los diccionarios en español el referente sigue siendo el parecido al color de la cáscara de la castaña. Nótese que en francés al color marrón se le llama en general brun, aunque también se utiliza marron.

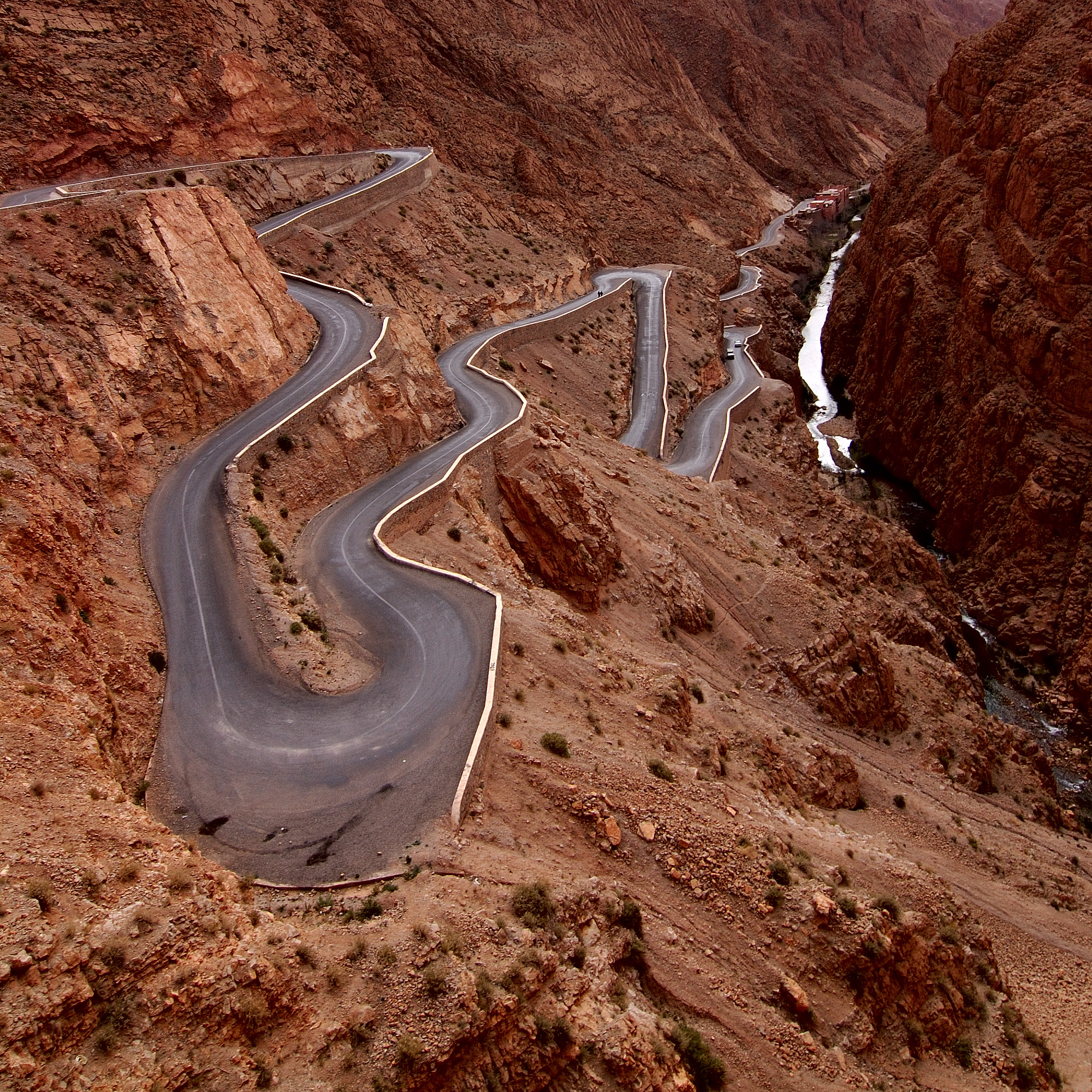
El color de la tierra en un paso de montaña del Alto Atlas
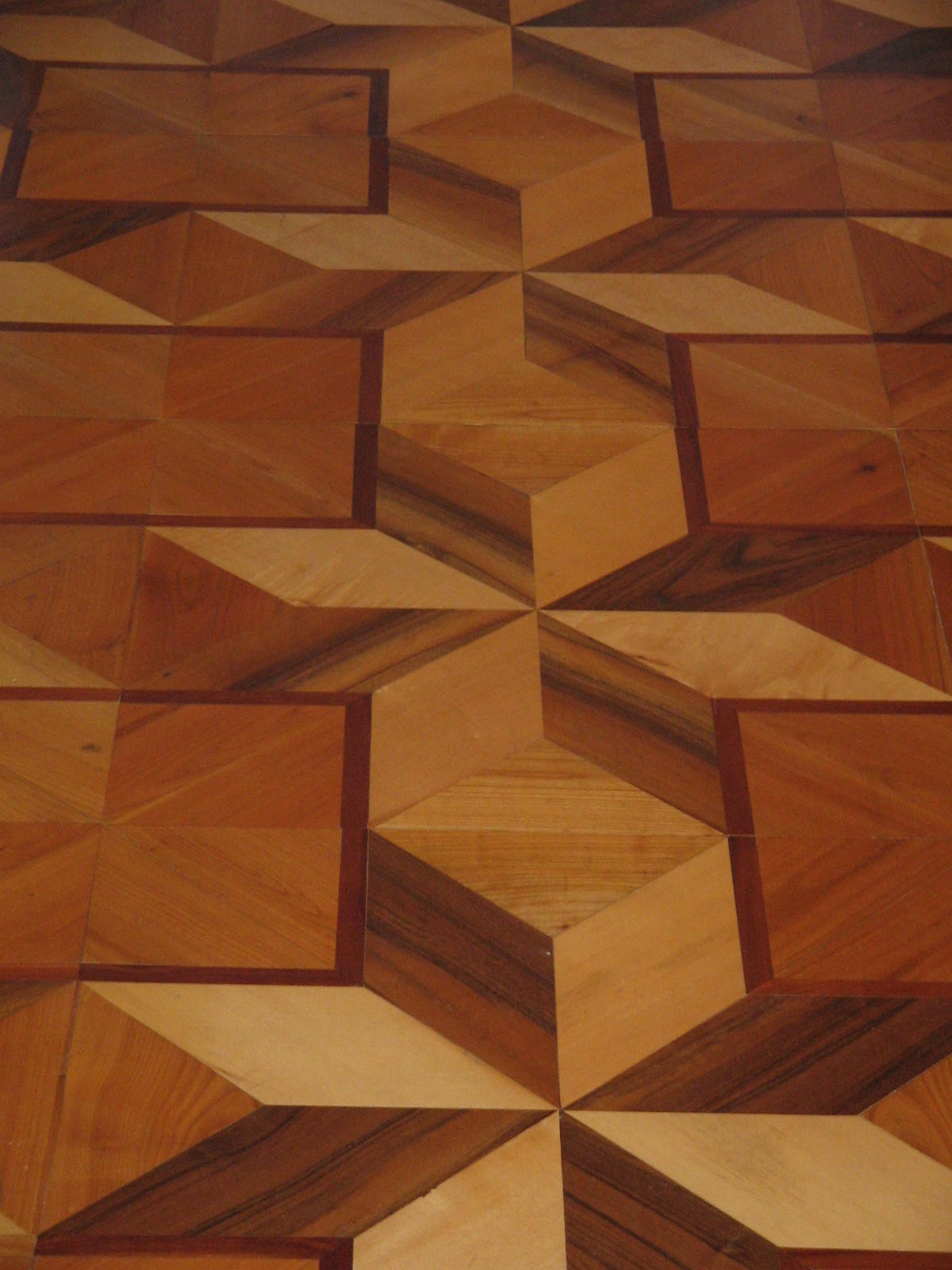
Parqué realizado con diferentes maderas
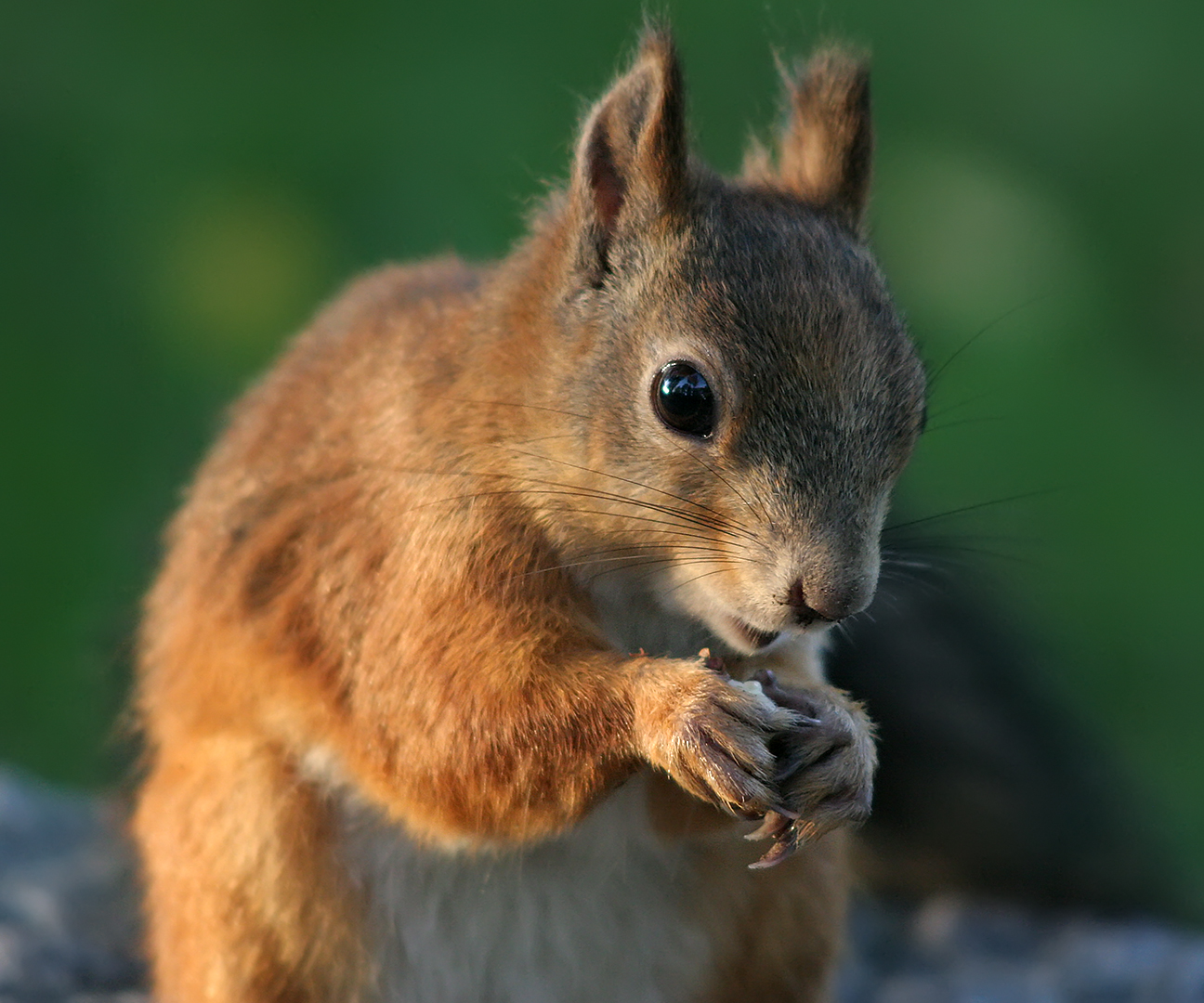
El color de la ardilla es también referente del marrón.

### Café
Café (del italiano caffè, este del 	
turco kahve, y este del árabe clásico qahwah ) se basa en el color de la bebida homónima o en el de las semillas tostadas del cafeto (Coffea sp.). Se usa en varios países de Hispanoamérica: Bolivia, Colombia, Guatemala, El Salvador, Honduras,[cita requerida]México, Costa Rica, Chile, Ecuador y Uruguay.

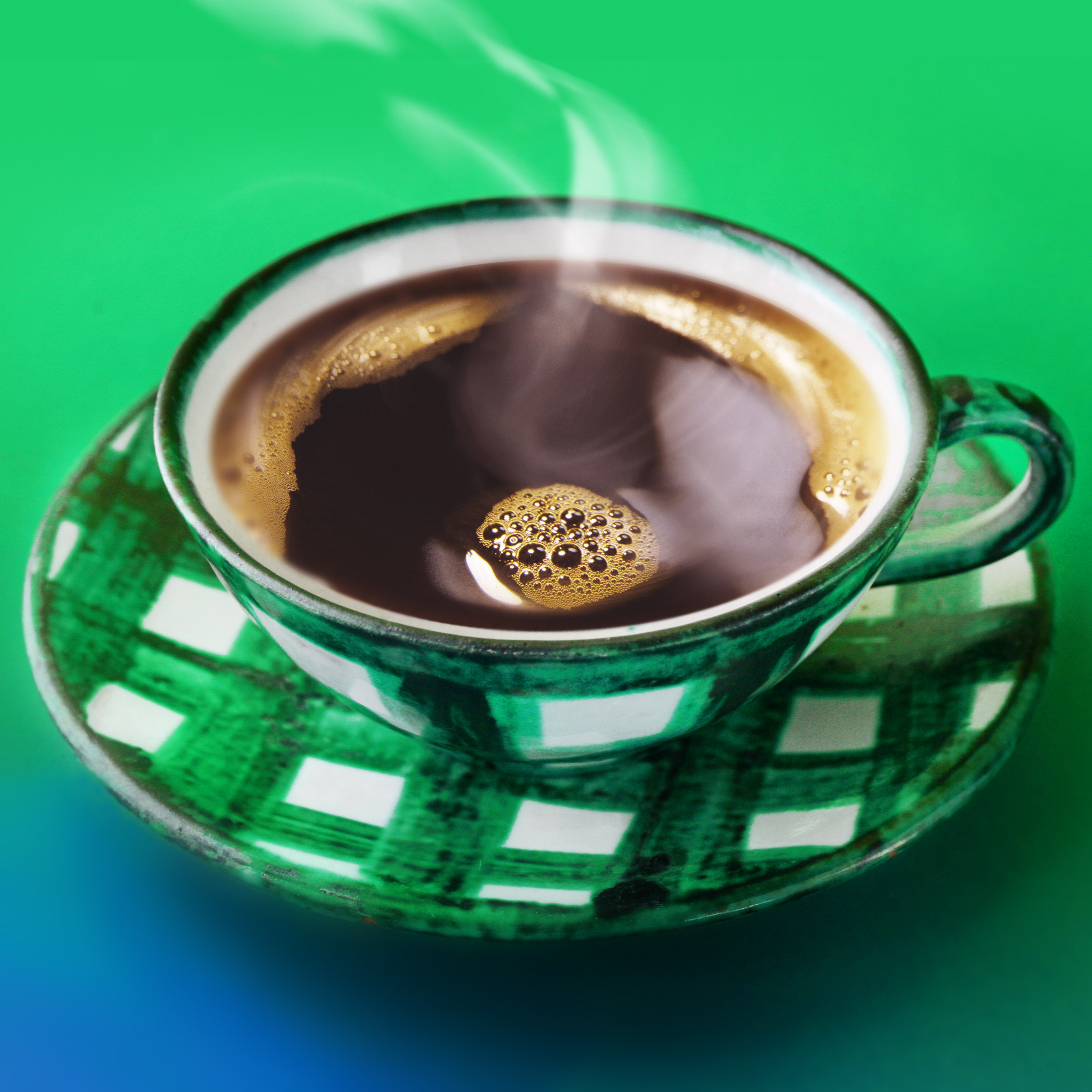
Café «solo»
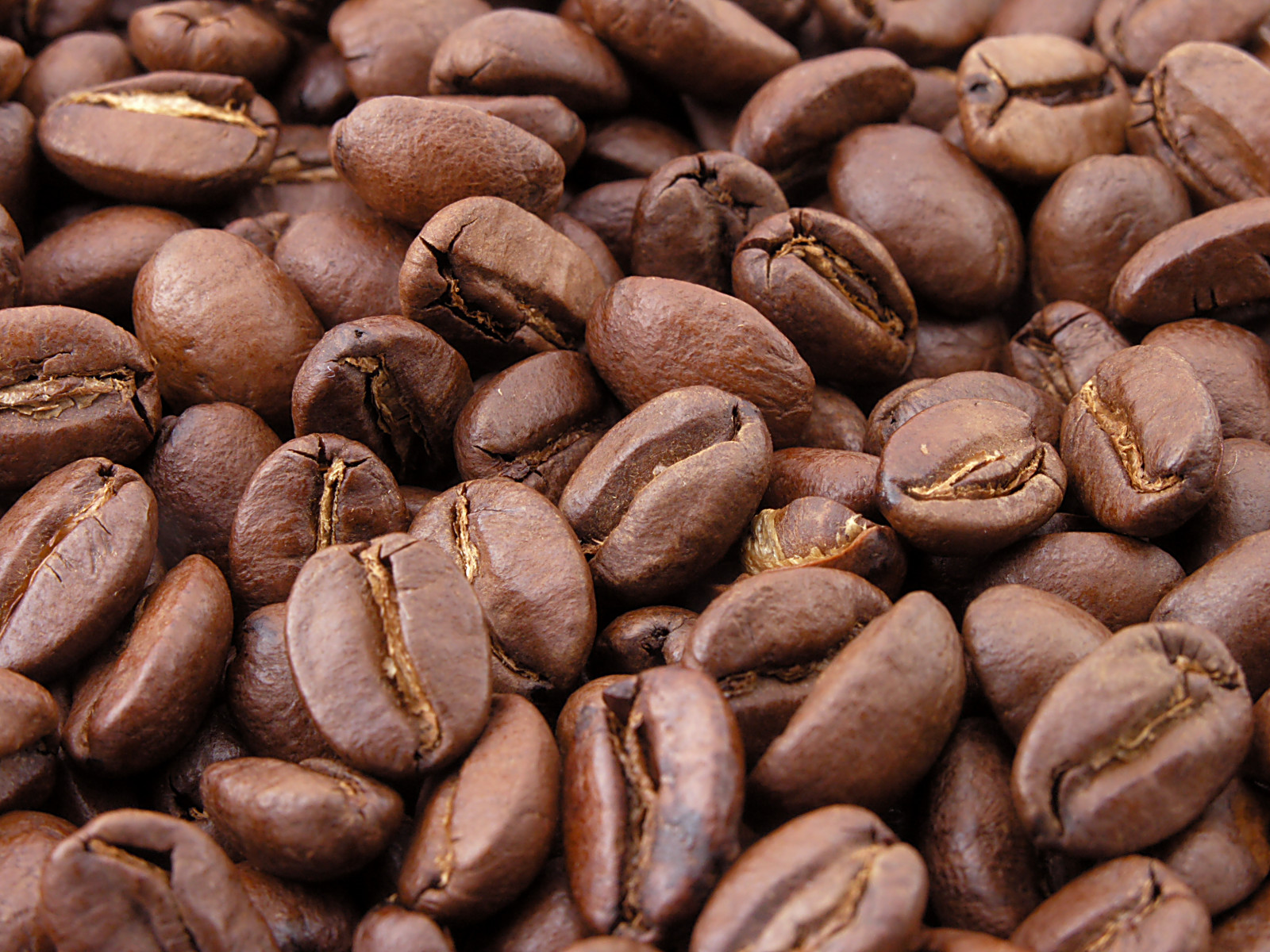
Granos de café tostados

### Carmelita
Carmelita (del italiano carmelita, derivado de 	
Carmelo, monte de Israel) se emplea en Cuba, en alusión al color del 	
hábito de los frailes de la orden de los Carmelitas. Esta coloración puede ser clara, acanelada, pardo bermejiza o pardusca. En Colombia a veces se dice carmelito.[cita requerida]

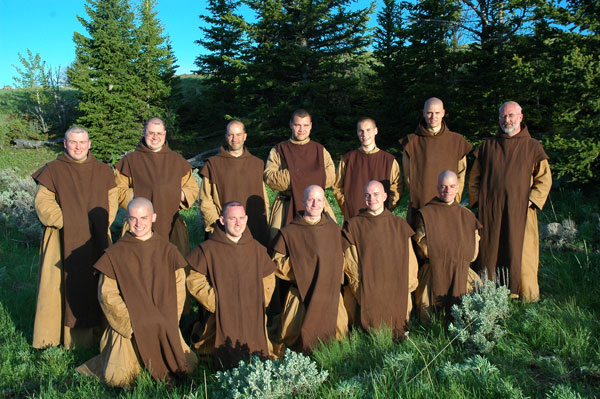
Grupo de frailes carmelitas
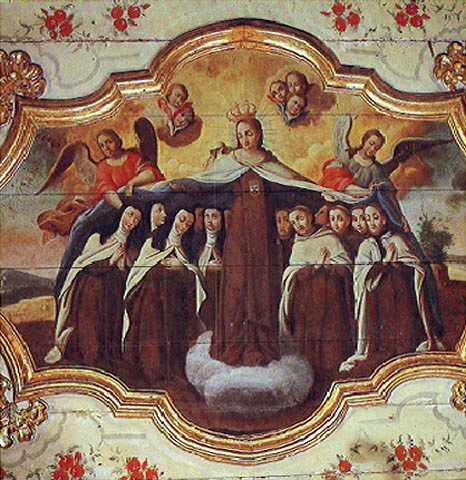
Nuestra Señora del Carmen y los santos carmelitas, Salvador de Bahía, siglo XVIII
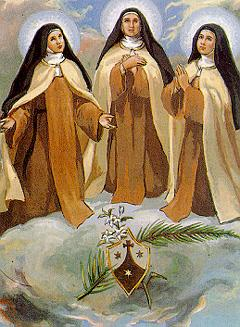
Las mártires de Guadalajara, de autor anónimo

### Chocolate
Chocolate (posiblemente del náhuatl xocoatl, de xoco, ‘amargo’, y atl, ‘agua’) se emplea en Panamá para designar al marrón, en alusión al color del llamado chocolate negro. Los vocablos marrón, pardo, café, canela y castaño —mas no carmelita— son entendidos por el hispanohablante panameño, aunque no utilizados frecuentemente.
En cuanto al color chocolate que se encuentra en muchos catálogos del color, también llamado «marrón chocolate», es un rojo oscuro y profundo.
Fuera del contexto lingüístico regional de Panamá, la adjetivación cromática «chocolate» designa a un marrón muy oscuro o a tonalidades achocolatadas.

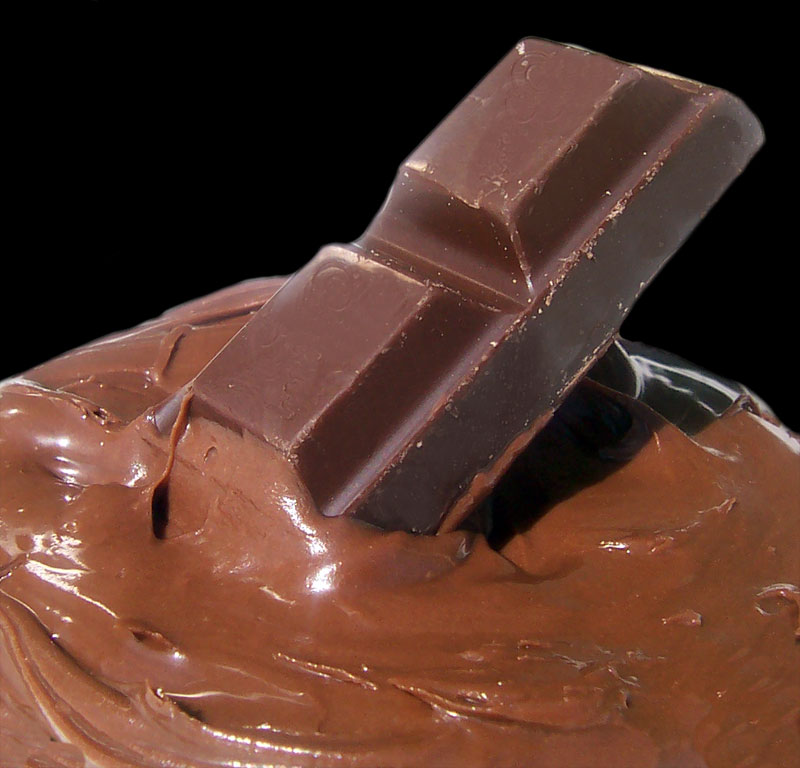
Barra de chocolate y crema de chocolate

### Canela o canelo
Canelo es la adjetivación común del color canela (del francés antiguo canele, y este del italiano cannella, diminutivo de canna, ‘caña’). Originariamente se refería al color rojizo que toma al secarse la capa blanca de la corteza del canelo de Ceilán, que es el color de la canela ya preparada para usar. No es un color estandarizado ni una tonalidad específica. Se usa en el sur de España y se aplica sobre todo al pelaje del caballo y del perro.

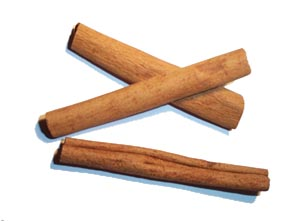
«Cañas» de canela secas, listas para usar
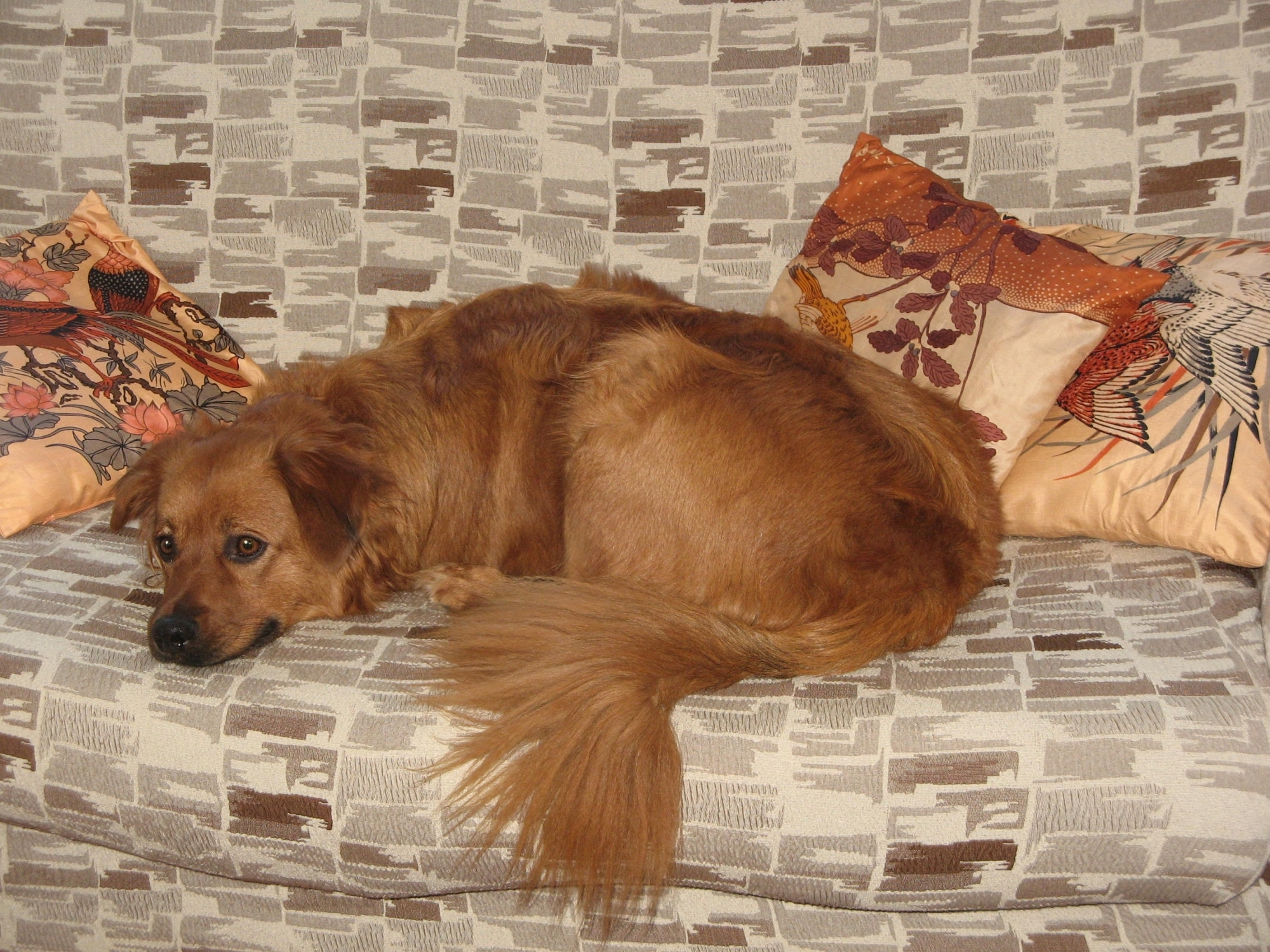
Perro pastor vasco de pelaje canela o canelo
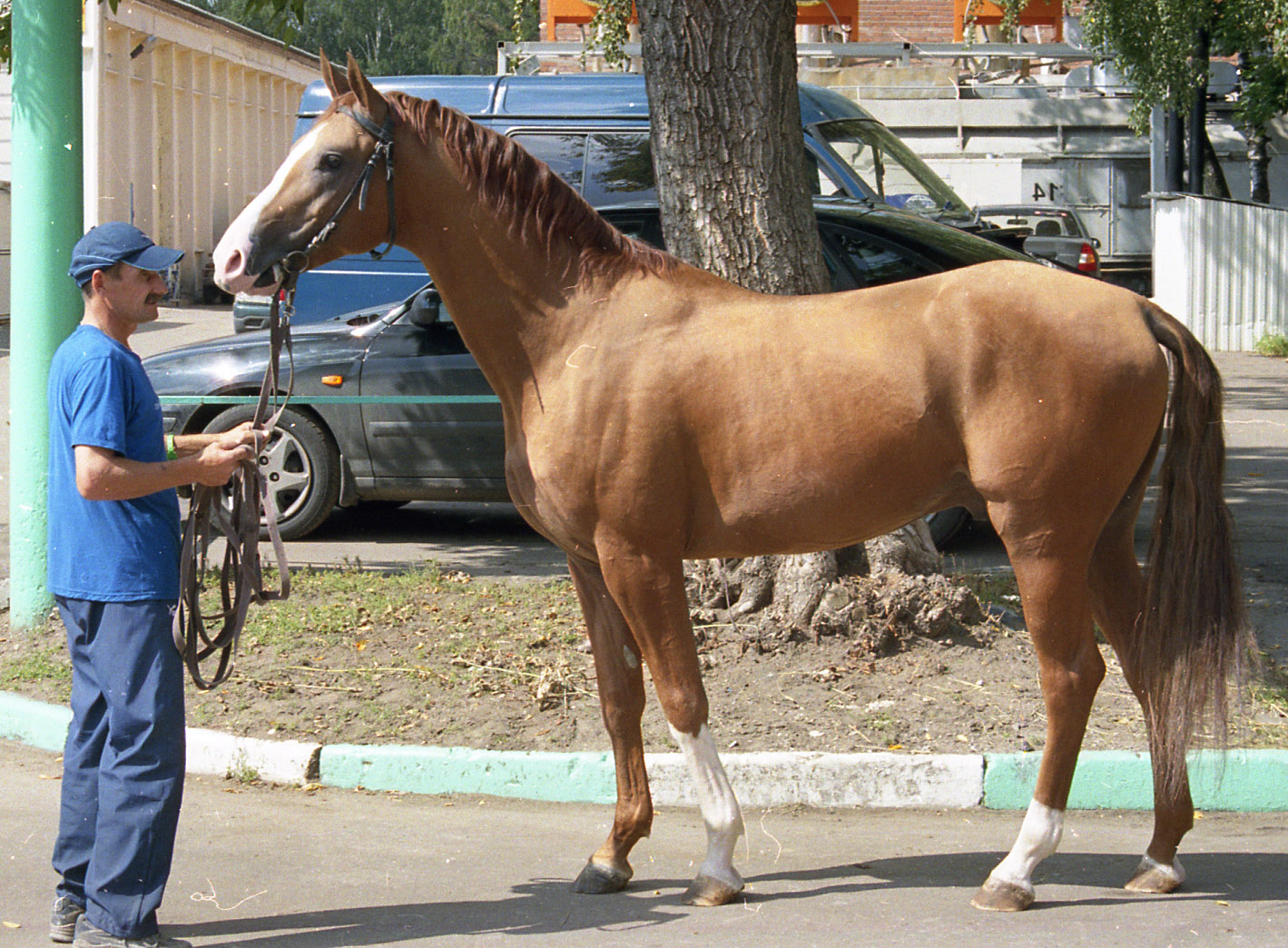
Caballo canela raza Don

### Otros ejemplos y tipos de marrón
| Nombre        | Muestra | Cod. Hex. | RGB | RGB | RGB | HSV | HSV  | HSV |
| ------------- | ------- | --------- | --- | --- | --- | --- | ---- | --- |
| Almendra      |         | #C19A6B   | 193 | 154 | 107 | 33° | 45%  | 76% |
| Ante          |         | #BA7C45   | 186 | 124 | 69  | 28° | 63%  | 73% |
| Avellana      |         | #B48969   | 180 | 137 | 105 | 26° | 42%  | 71% |
| Barbecho      |         | #C19A6B   | 193 | 154 | 107 | 33° | 45%  | 76% |
| Beige         |         | #E8C39E   | 232 | 195 | 158 | 30° | 32%  | 91% |
| Bisonte       |         | #6C541E   | 108 | 84  | 30  | 42° | 72%  | 42% |
| Bistre marrón |         | #967117   | 150 | 113 | 23  | 43° | 85%  | 59% |
| Bronce        |         | #CD7F32   | 205 | 127 | 50  | 30° | 76%  | 80% |
| Café          |         | #3F2212   | 63  | 34  | 18  | 21° | 75%  | 25% |
| Camello       |         | #C19A6B   | 193 | 154 | 107 | 33° | 45%  | 76% |
| Canela        |         | #BD8A3E   | 189 | 138 | 62  | 36° | 67%  | 74% |
| Caoba         |         | #C04000   | 192 | 64  | 0   | 20° | 100% | 75% |
| Caramelo      |         | #AE6938   | 174 | 105 | 56  | 25° | 68%  | 68% |
| Caramelo      |         | #A67B5B   | 166 | 123 | 91  | 26° | 45%  | 65% |
| Cobre         |         | #CB6E51   | 203 | 110 | 81  | 14° | 60%  | 80% |
| Cobrizo       |         | #B87333   | 184 | 115 | 51  | 29° | 72%  | 72% |
| Chocolate     |         | #592E0B   | 89  | 46  | 11  | 27° | 88%  | 35% |
| Gamuza        |         | #E6B57E   | 230 | 181 | 126 | 32° | 45%  | 90% |
| Habano        |         | #844E34   | 132 | 78  | 52  | 20° | 61%  | 52% |
| Herrumbre     |         | #A2522B   | 162 | 82  | 43  | 20° | 73%  | 64% |
| Kalua         |         | #B78E5B   | 183 | 142 | 91  | 33° | 50%  | 71% |
| Latón         |         | #AB9144   | 171 | 145 | 68  | 45° | 60%  | 67% |
| León          |         | #BC8648   | 188 | 134 | 72  | 32° | 62%  | 74% |
| Marrón o café |         | #6F4E37   | 111 | 78  | 55  | 25° | 50%  | 44% |
| Marrón        |         | #804000   | 128 | 64  | 0   | 30° | 100% | 50% |
| Marrón        |         | #A05000   | 160 | 80  | 0   | 30° | 100% | 63% |
| Marrón cuero  |         | #97572B   | 151 | 87  | 43  | 24° | 72%  | 59% |
| Marrón dorado |         | #996515   | 153 | 101 | 21  | 36° | 86%  | 60% |
| Miel          |         | #D29340   | 210 | 147 | 64  | 34° | 70%  | 82% |
| Nogal         |         | #5D432C   | 93  | 67  | 44  | 28° | 53%  | 36% |
| Ocre          |         | #B9935A   | 185 | 147 | 90  | 36° | 51%  | 73% |
| Ocre rojo     |         | #7D3F32   | 125 | 63  | 50  | 10° | 60%  | 49% |
| Pardo ocre    |         | #955F20   | 149 | 95  | 32  | 32° | 79%  | 58% |
| Pardo verdoso |         | #826C34   | 130 | 108 | 52  | 43° | 60%  | 51% |
| Rojo indio    |         | #882D17   | 136 | 45  | 23  | 12° | 83%  | 53% |
| Secuoya       |         | #8A5754   | 138 | 87  | 84  | 3°  | 39%  | 54% |
| Sepia         |         | #663B2A   | 102 | 59  | 42  | 17° | 59%  | 40% |
| Siena         |         | #C58A3E   | 197 | 138 | 62  | 34° | 69%  | 77% |

## Síntesis del color marrón

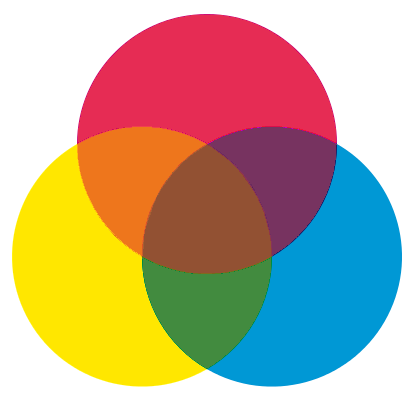
En el sistema sustractivo tradicional, el marrón se logra mediante la mezcla de rojo, amarillo y azul.

En los sistemas de cromosíntesis (obtención de colores por mezcla), el color marrón es generalmente terciario, es decir que para conseguirlo es necesario mezclar los tres colores primarios. Sin embargo, si mezclamos los tres primarios tradicionales en la misma proporción obtendremos una coloración grisácea; para conseguir marrón debemos mantener la proporción de azul relativamente baja, o diréctamente mezclar naranja y negro, de esta manera se puede regular la luminosidad del marrón dependiendo de la cantidad de negro utilizada. Cuando se usa verde, también se lo debe reducir un poco, aunque no tanto como al azul.
- Partiendo de los primarios sustractivos (CMY): una parte de magenta + tres partes de amarillo + poco cian = marrón
- Partiendo de los primarios sustractivos pictóricos (RYB): rojo + amarillo + poco azul = marrón
- Partiendo de los primarios aditivos (RGB): rojo + poco verde + muy poco azul = marrón

Una manera de lograr tonos marrones sin recurrir a más de dos primarios es prescindir del cian o del azul, y llevar la mezcla de los dos primarios restantes a un valor más bajo mediante la adición de negro o la reducción de la luminosidad.
- Partiendo de los primarios sustractivos (CMY) con negro: magenta + amarillo + negro = marrón
- Partiendo de los primarios sustractivos pictóricos (RYB) con negro: rojo + amarillo + negro = marrón
- Partiendo de los primarios aditivos (RGB): rojo + poco verde + reducción de luminosidad = marrón

## Usos

### Heráldica
En heráldica, el color marrón o pardo se utiliza generalmente en los casos en que el blasonado indica la inclusión de alguna figura que es naturalmente de ese color: por ejemplo, un árbol «al natural» suele representarse con el tronco marrón. En estos casos, sin embargo, el color marrón no es tratado como un esmalte tradicional, ni recibe nombre alguno; simplemente es el color natural de lo representado.
Como esmalte heráldico propiamente dicho, el color pardo es extremadamente raro; existe en la heráldica europea continental, pero no en la inglesa. En inglés y en francés se denomina brunâtre.
Un ejemplo notable del uso de este esmalte son las armas de Caracas (ciudad capital de Venezuela), concedidas en 1591, cuya descripción menciona «un león de color pardo, puesto en pie».
Otro ejemplo destacable lo constituye el escudo de la Orden de los Carmelitas, que se desarrolló durante el siglo XVI, adoptando su forma actual hacia 1595.
Otro esmalte poco utilizado, el leonado, puede representarse con un tinte amarronado, especialmente en la heráldica continental europea, ya que en la heráldica de los países anglófonos tiende a ser anaranjado. Debajo puede verse el escudo de la población y comuna francesa de Maruéjols-lès-Gardon, cuyo campo se blasona como leonado (tenné).

Escudo de Caracas
Escudo de la Orden de los Carmelitas de la Antigua Observancia
Escudo de Maruéjols-lès-Gardon

### Vexilología
El color marrón se ha utilizado poco en banderas. Se encuentra con más frecuencia en banderas de provincias, municipios y localidades menores.
Bajo estas líneas: la bandera de la Jutlandia danesa (parte de la península de Jutlandia que pertenece a Dinamarca); la bandera del municipio puertorriqueño de Utuado; y la bandera de la provincia isleña de Manus, en Papúa Nueva Guinea. En el caso de la bandera de Jutlandia, el marrón se describe como «marrón rojizo» y representa los brezales de la región; en la bandera de Utuado, la franja marrón alude a la riqueza de la tierra. La bandera de la ciudad de Burgos es roja y parda ya desde el medievo, siendo confirmada por Carlos I.
El color marrón es relativamente común en las banderas municipales de Colombia, donde representa la producción local de café.

Bandera de Jutlandia, Dinamarca
Bandera del municipio de Utuado, Puerto Rico
Bandera de la provincia de Manus, Nueva Guinea
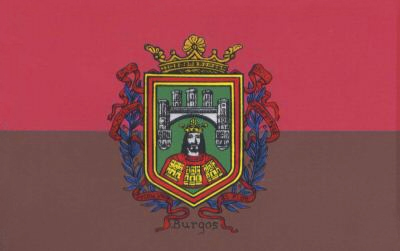
Bandera de Burgos, España

### Marrón político
Véase colores políticos: marrón político.

### Deporte
Club Atlético Platense
FC St. Pauli
San Diego Padres (MLB)
Cleveland Browns (NFL)

### Galería
Ejemplos de tipos de marrones:

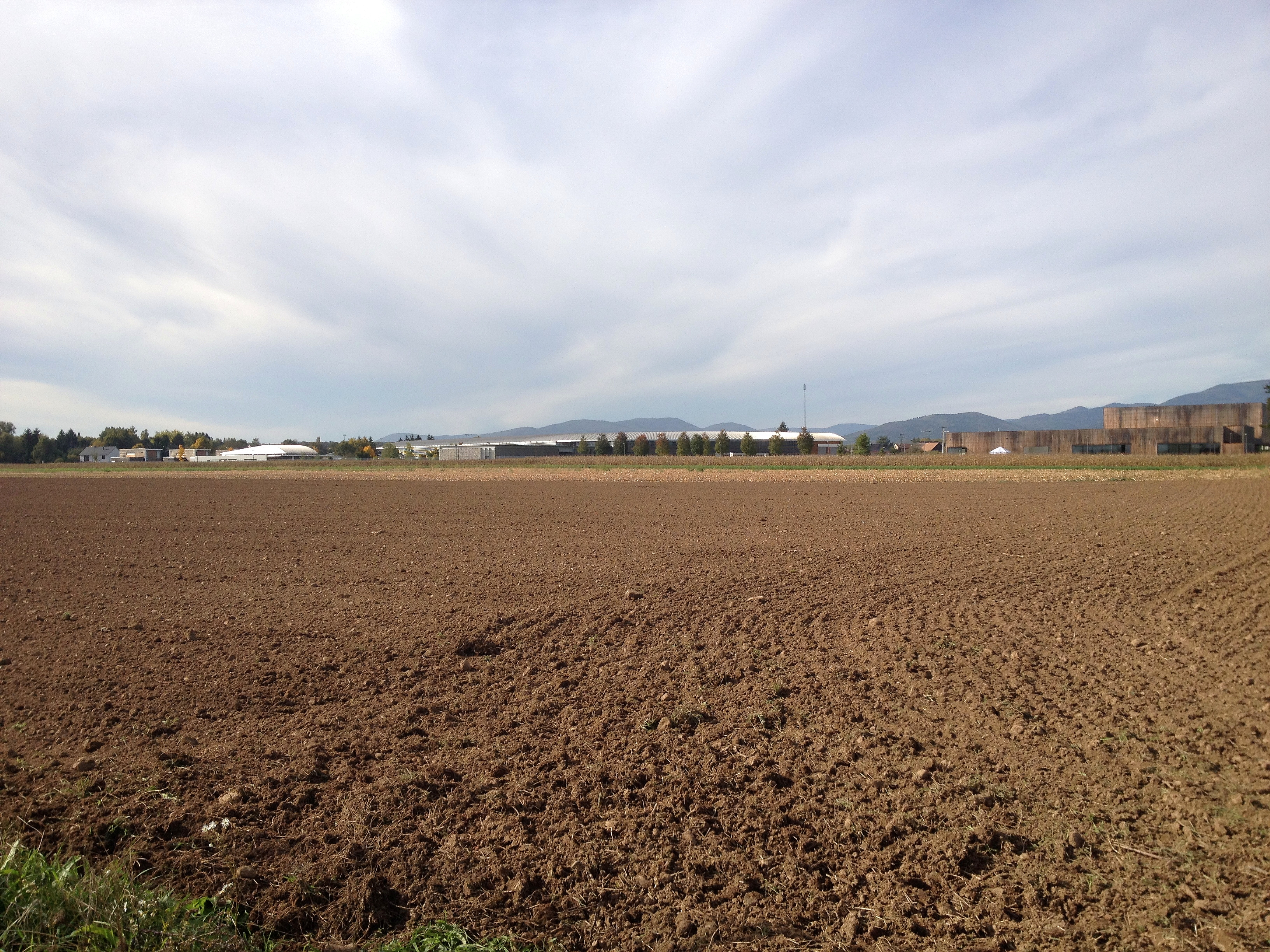
El color barbecho de la tierra para cultivo.
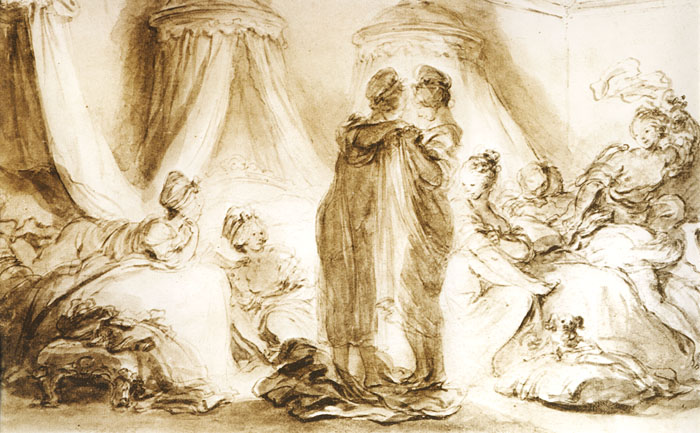
Bistre marrón o laca parda.
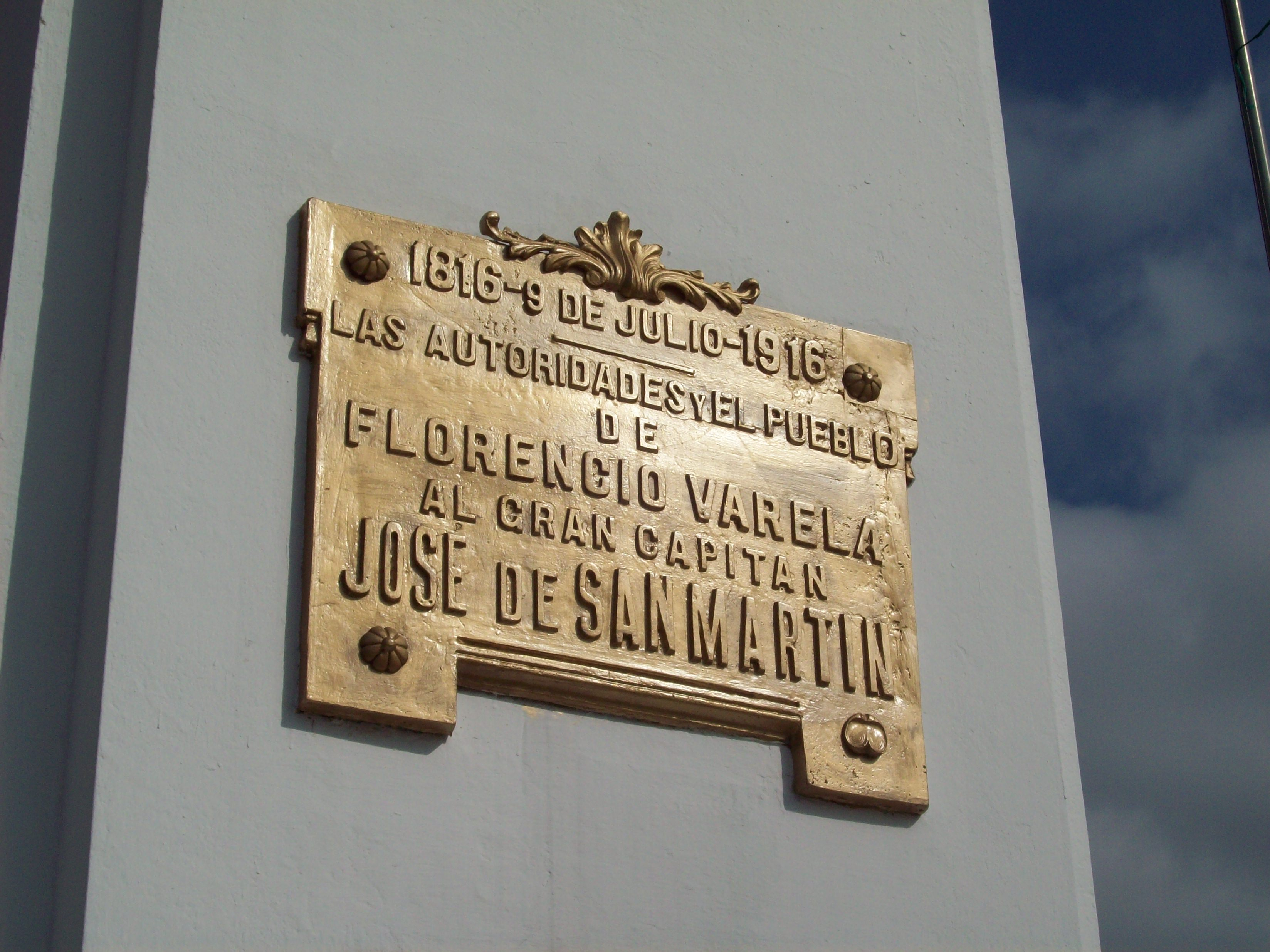
Color broncíneo del bronce.
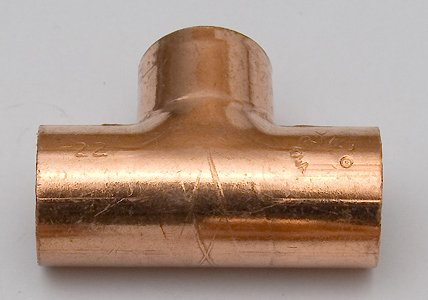
Color cobre o cobrizo del metal cobre.
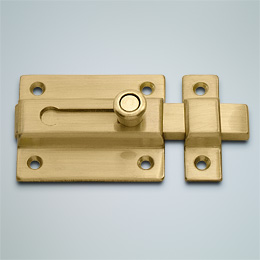
Color latón del latón.
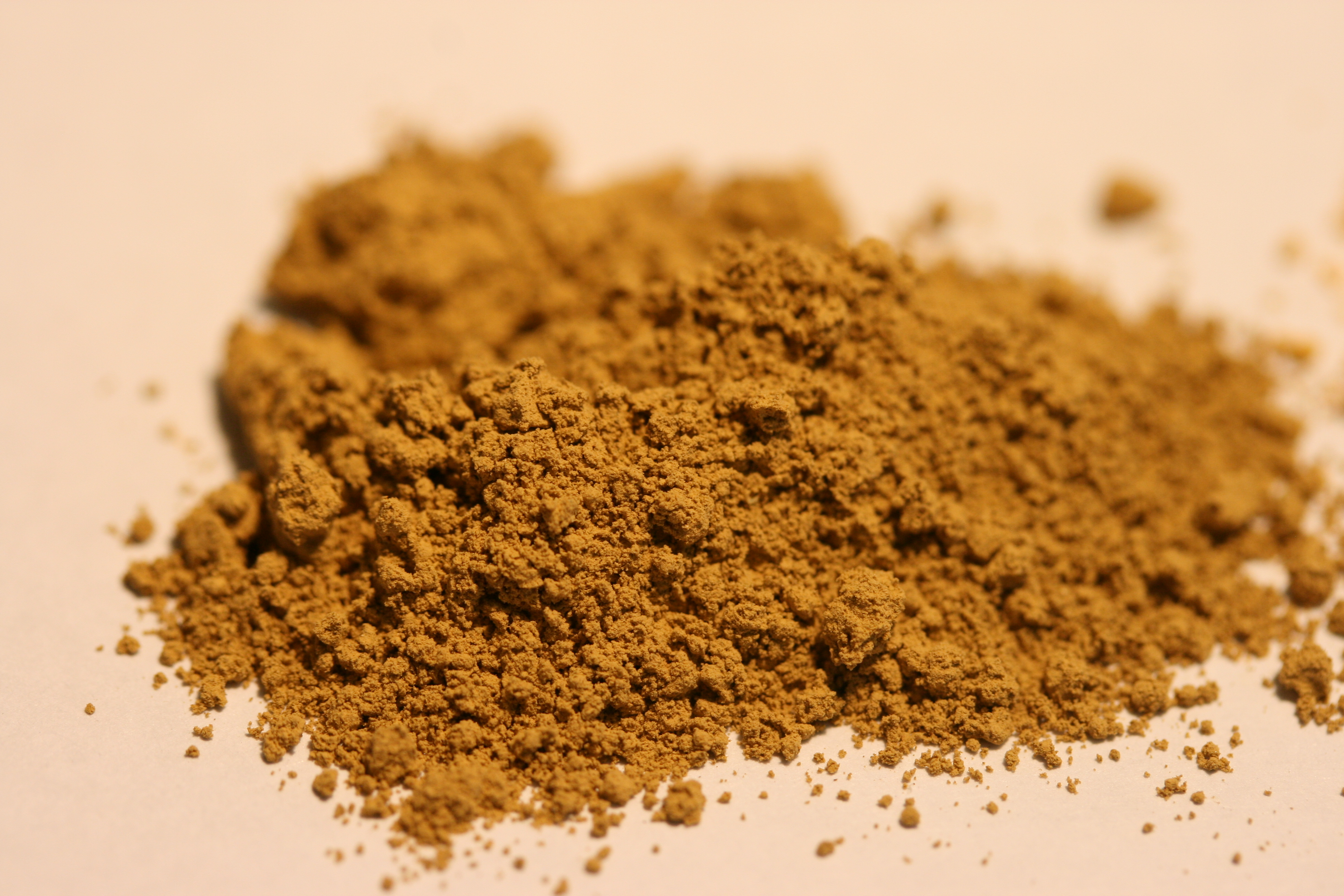
El ocre contiene óxido de hierro hidratado
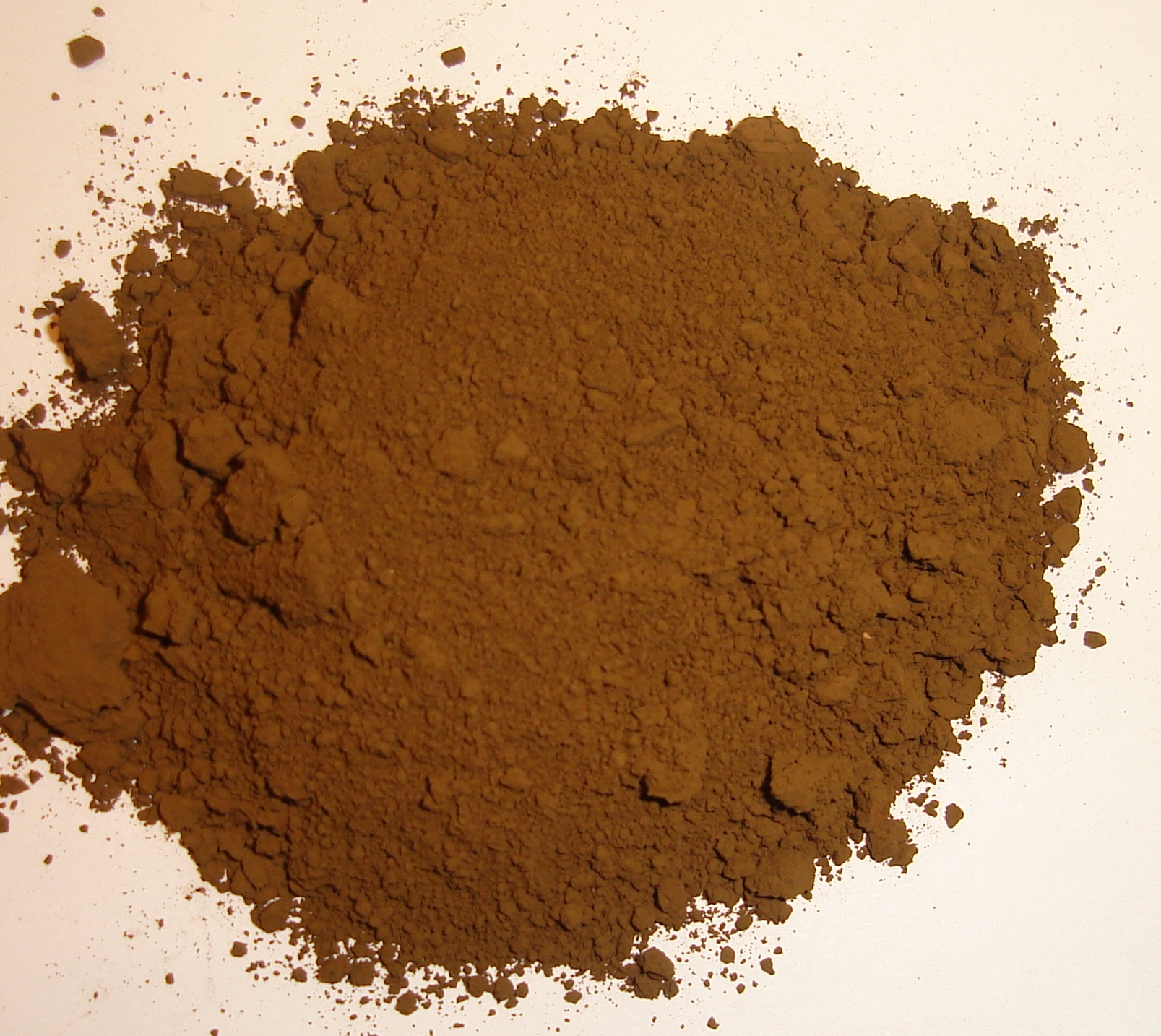
Pigmento ocre oscuro de óxido de hierro y de manganeso.
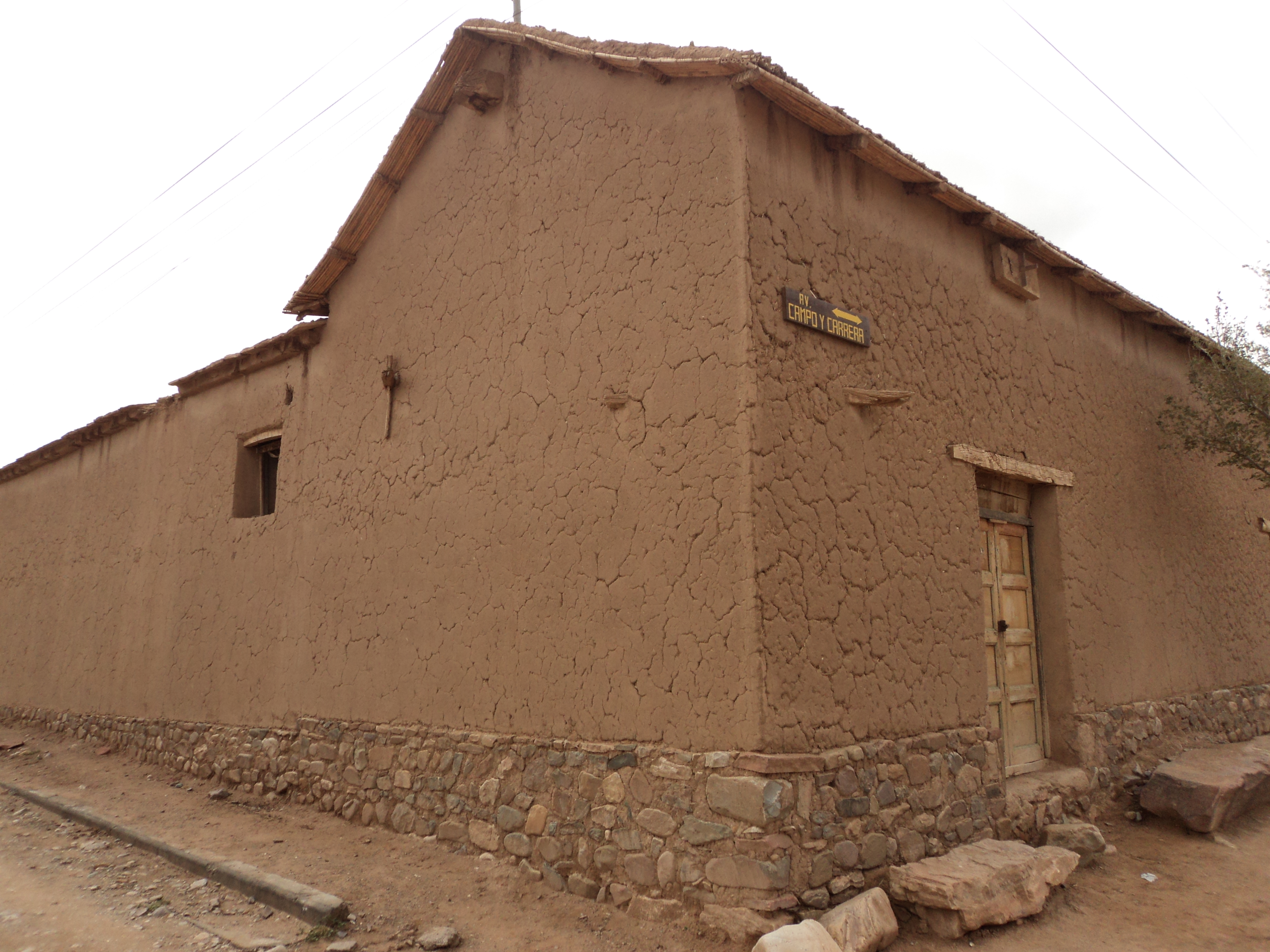
Casa de adobe en Argentina.
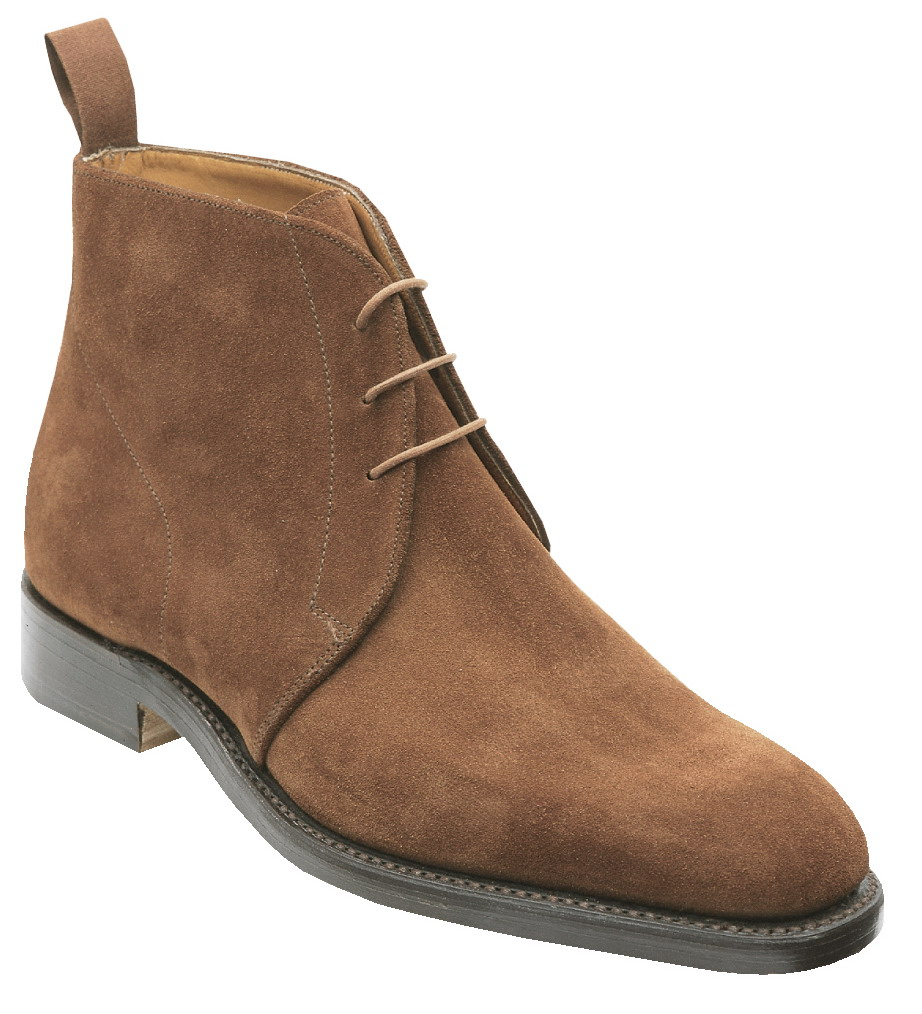
Calzado de color ante o gamuza.
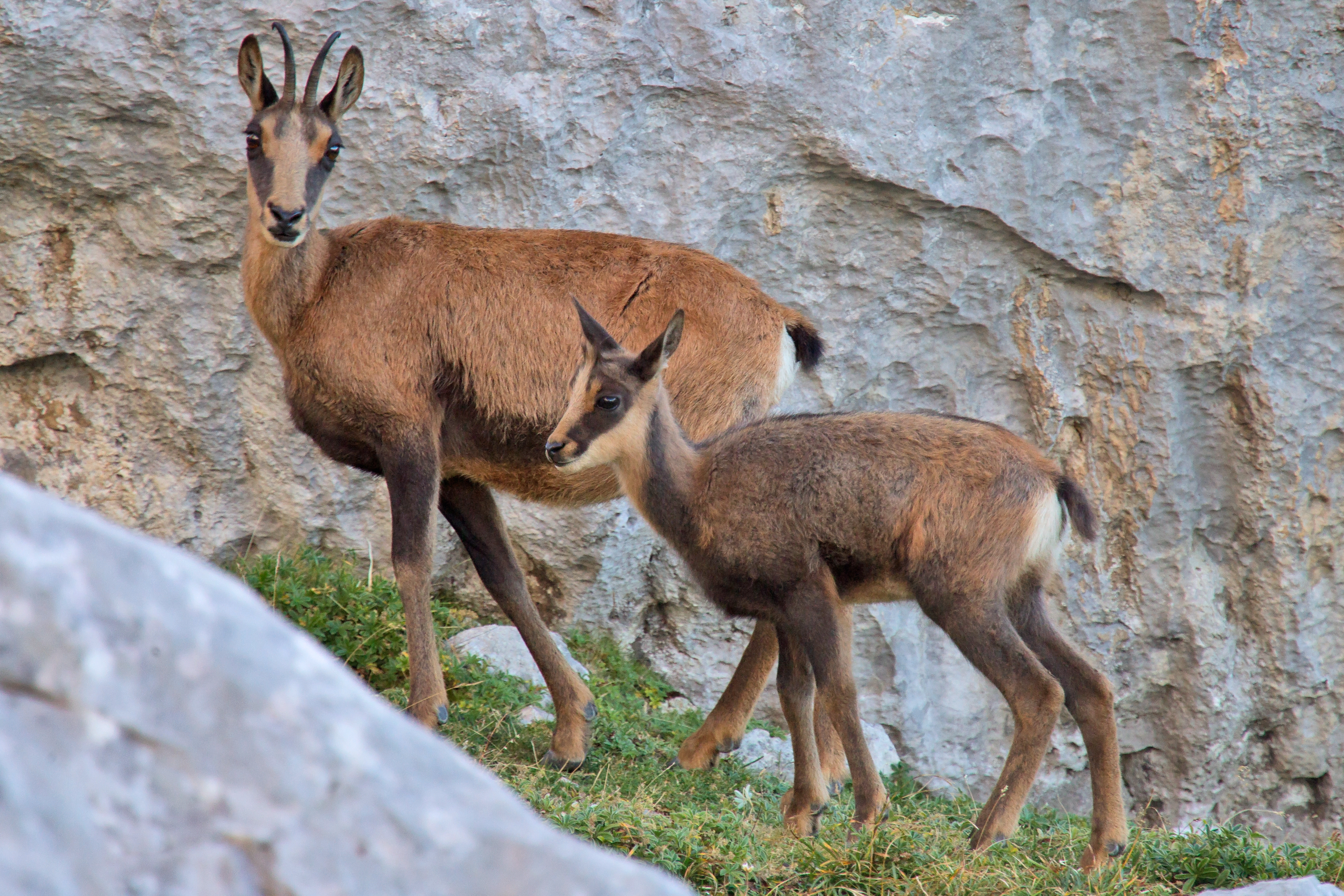
Gamuza o ante.
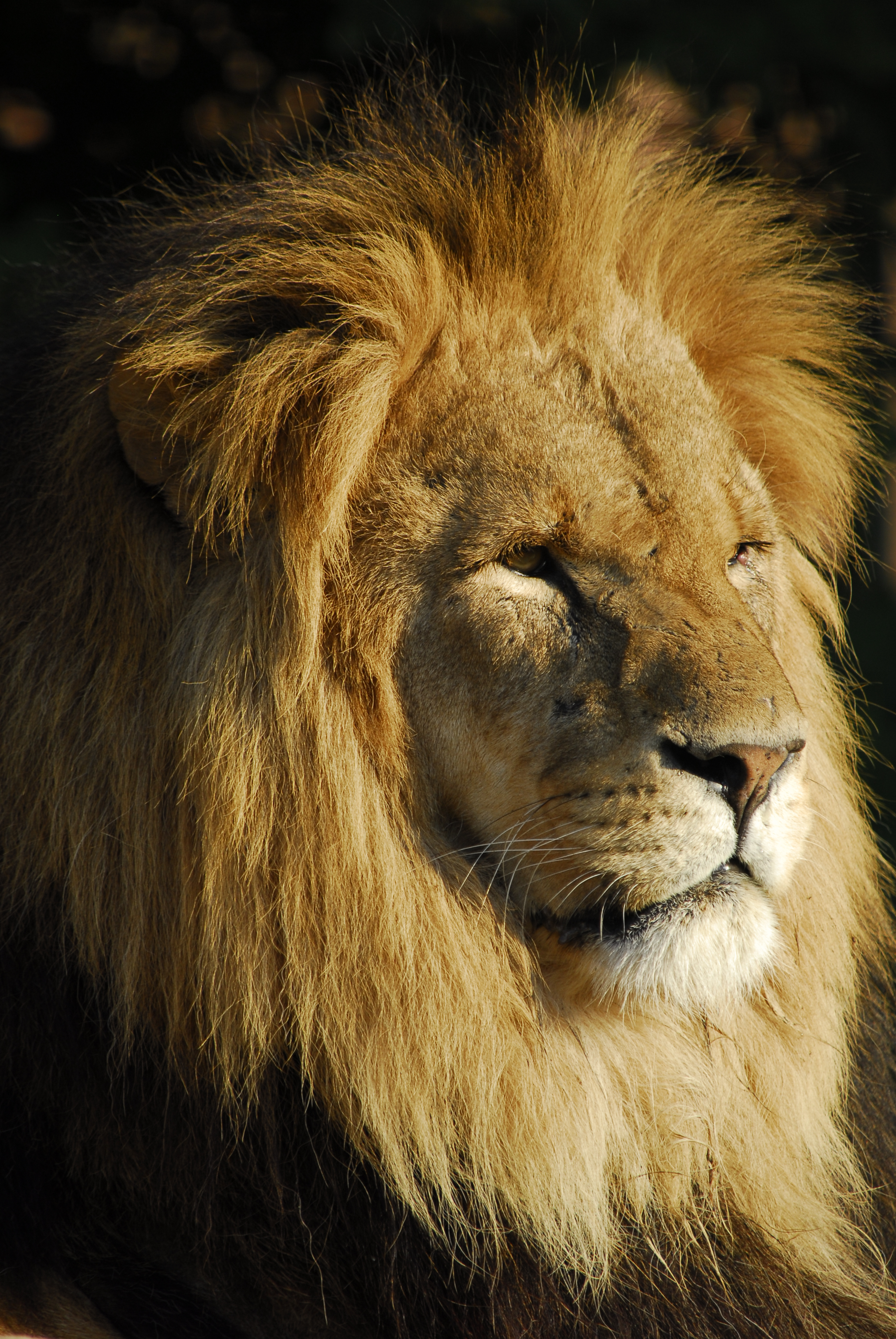
Color leonado de un león.
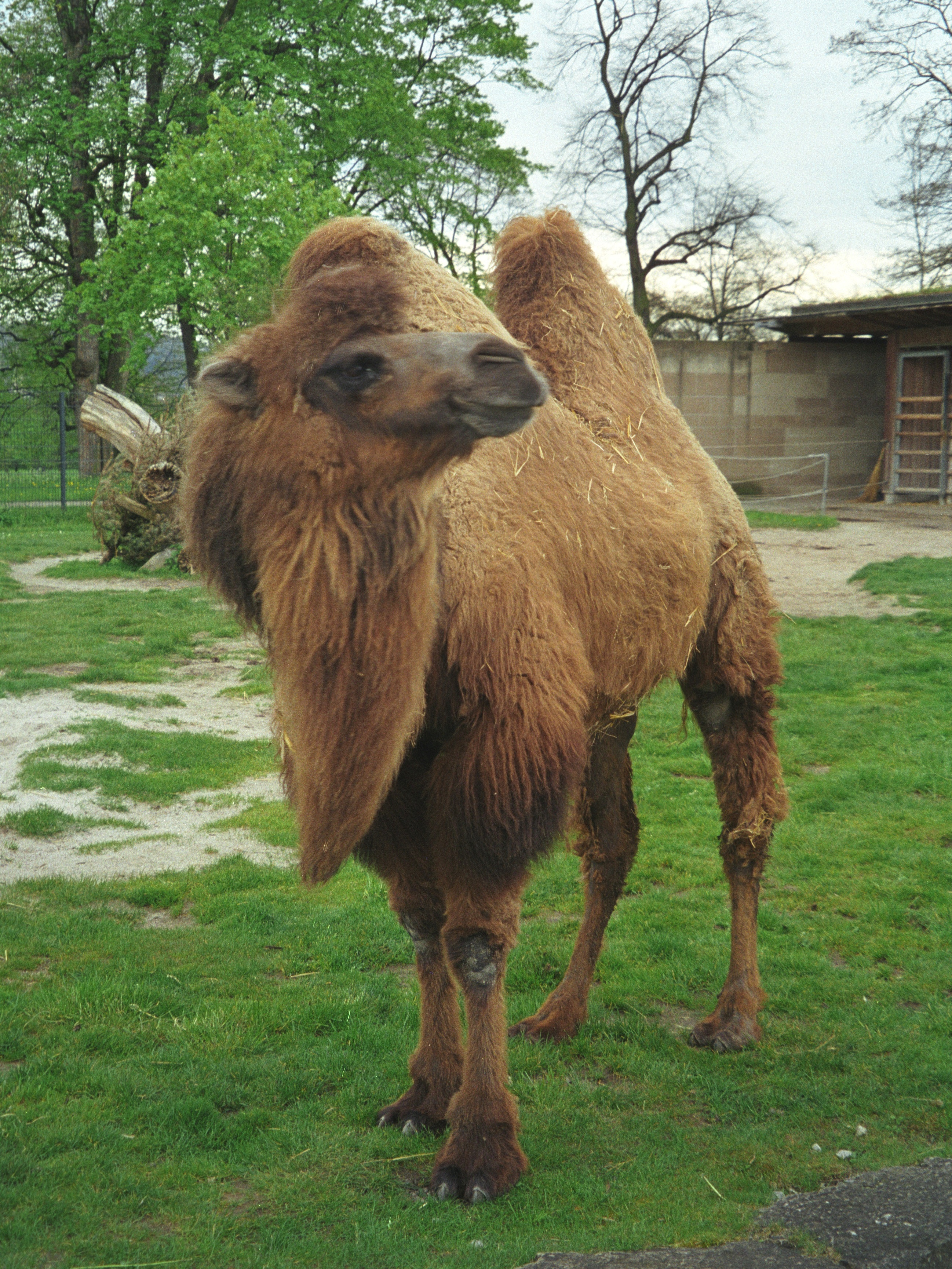
Color camello del camello.
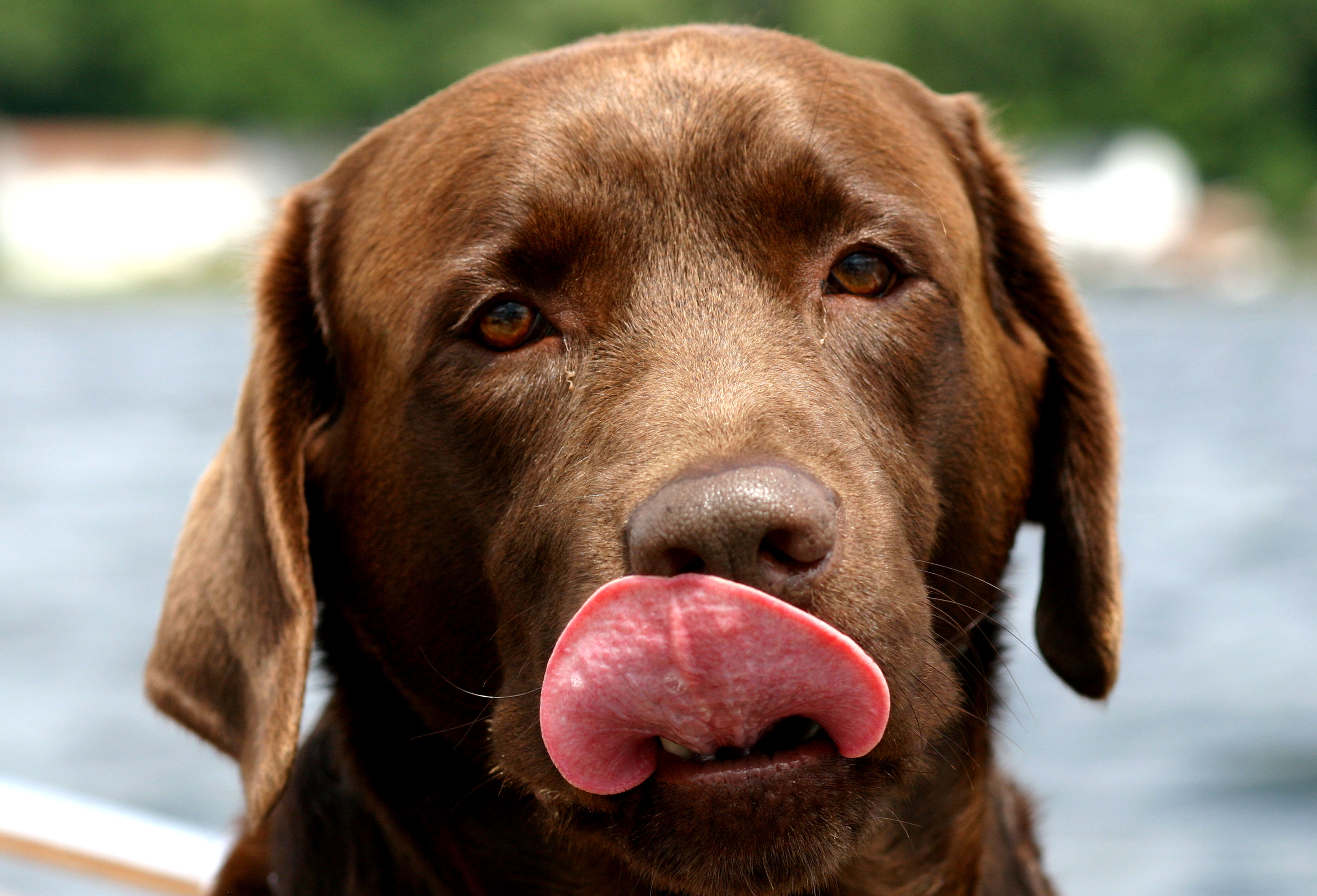
Labrador color chocolate.
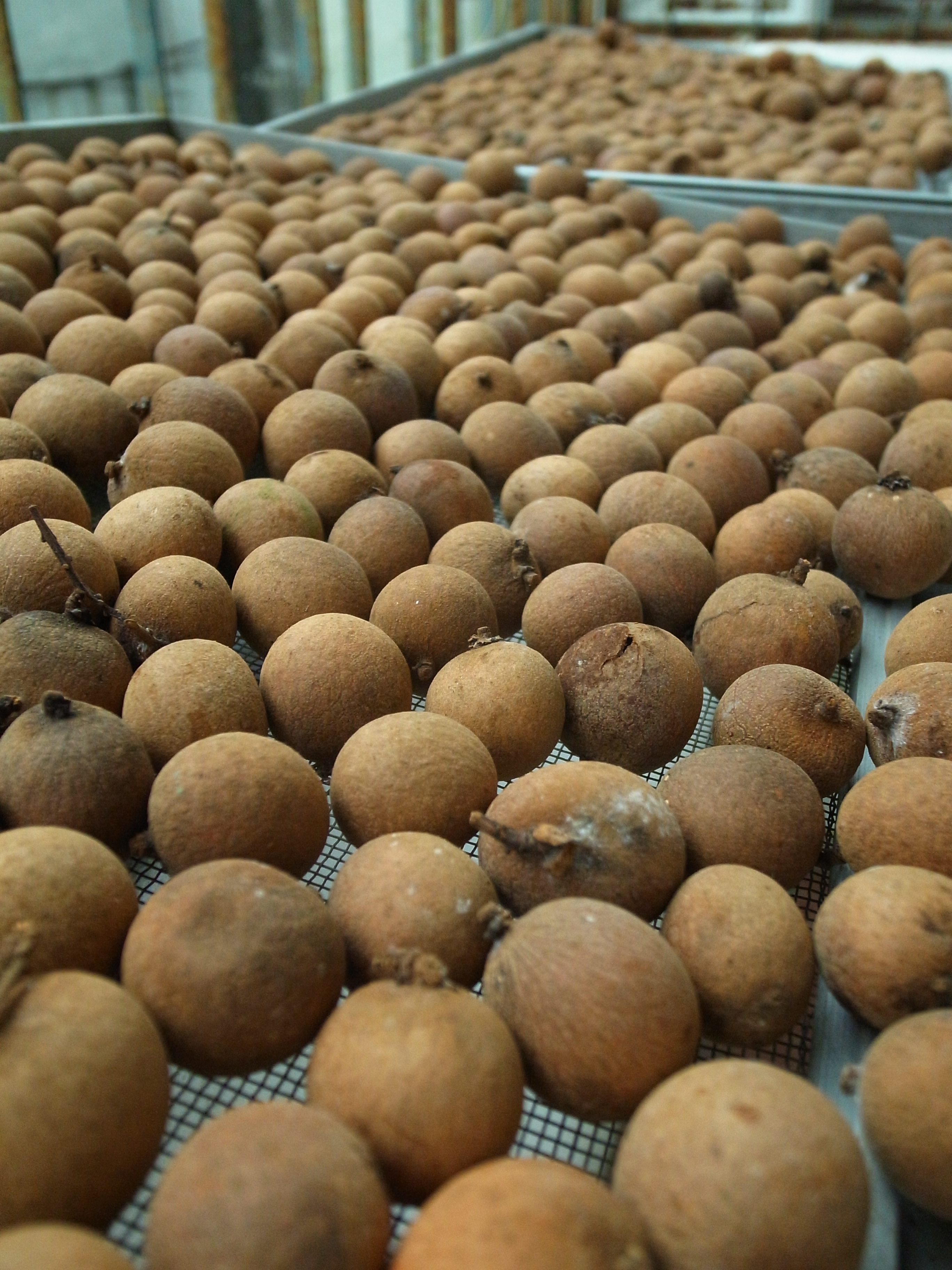
longan.
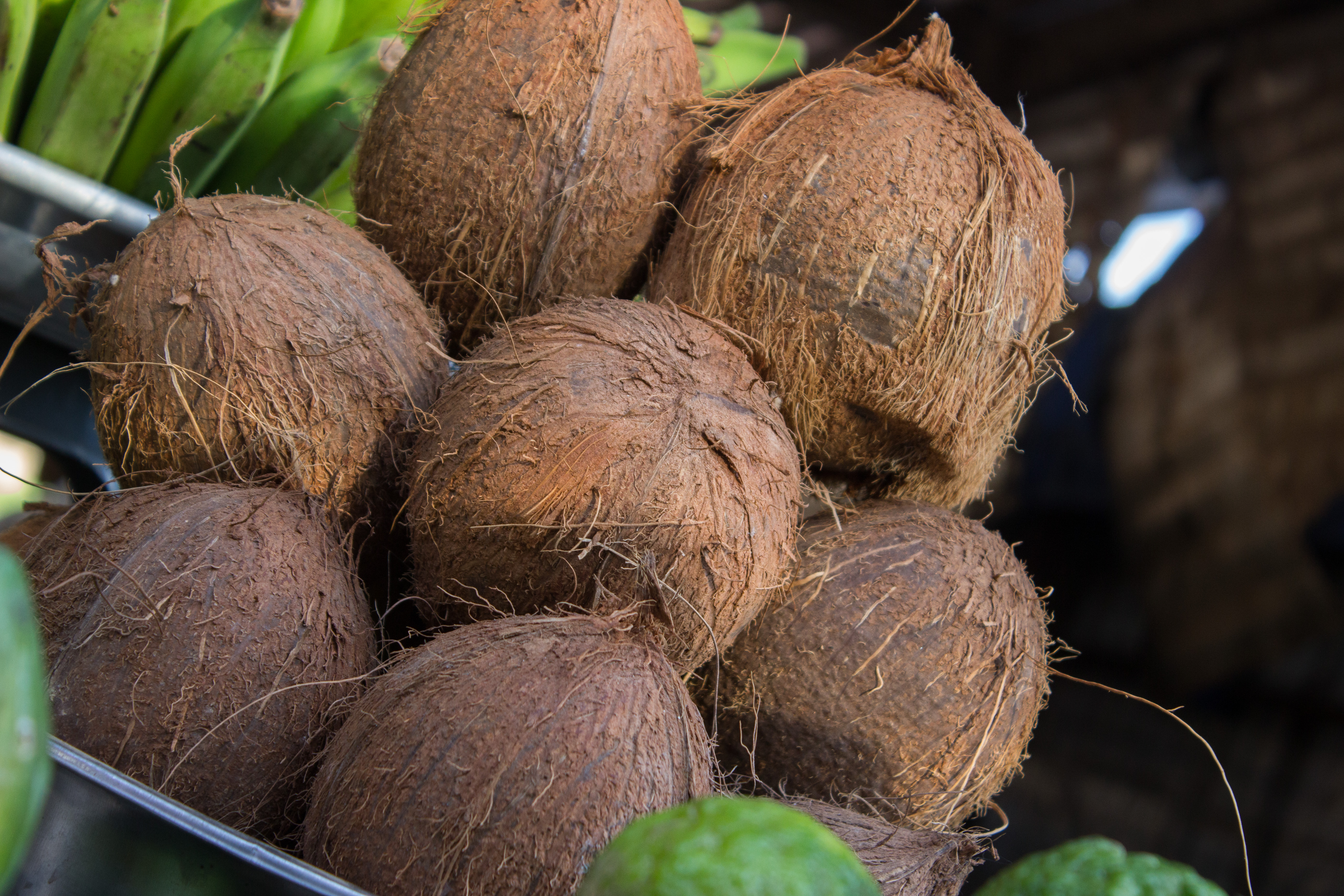
Coco.
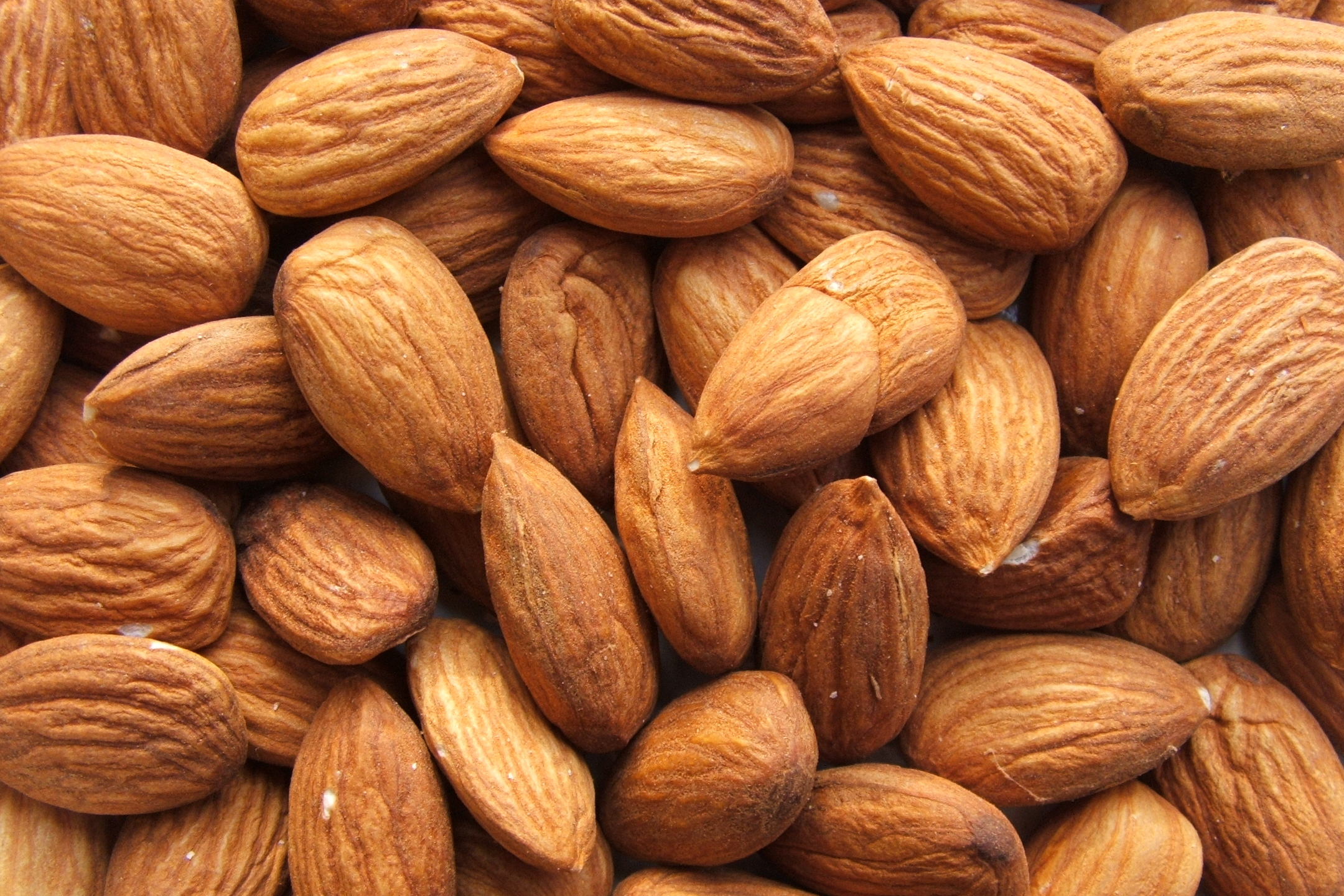
Almendras
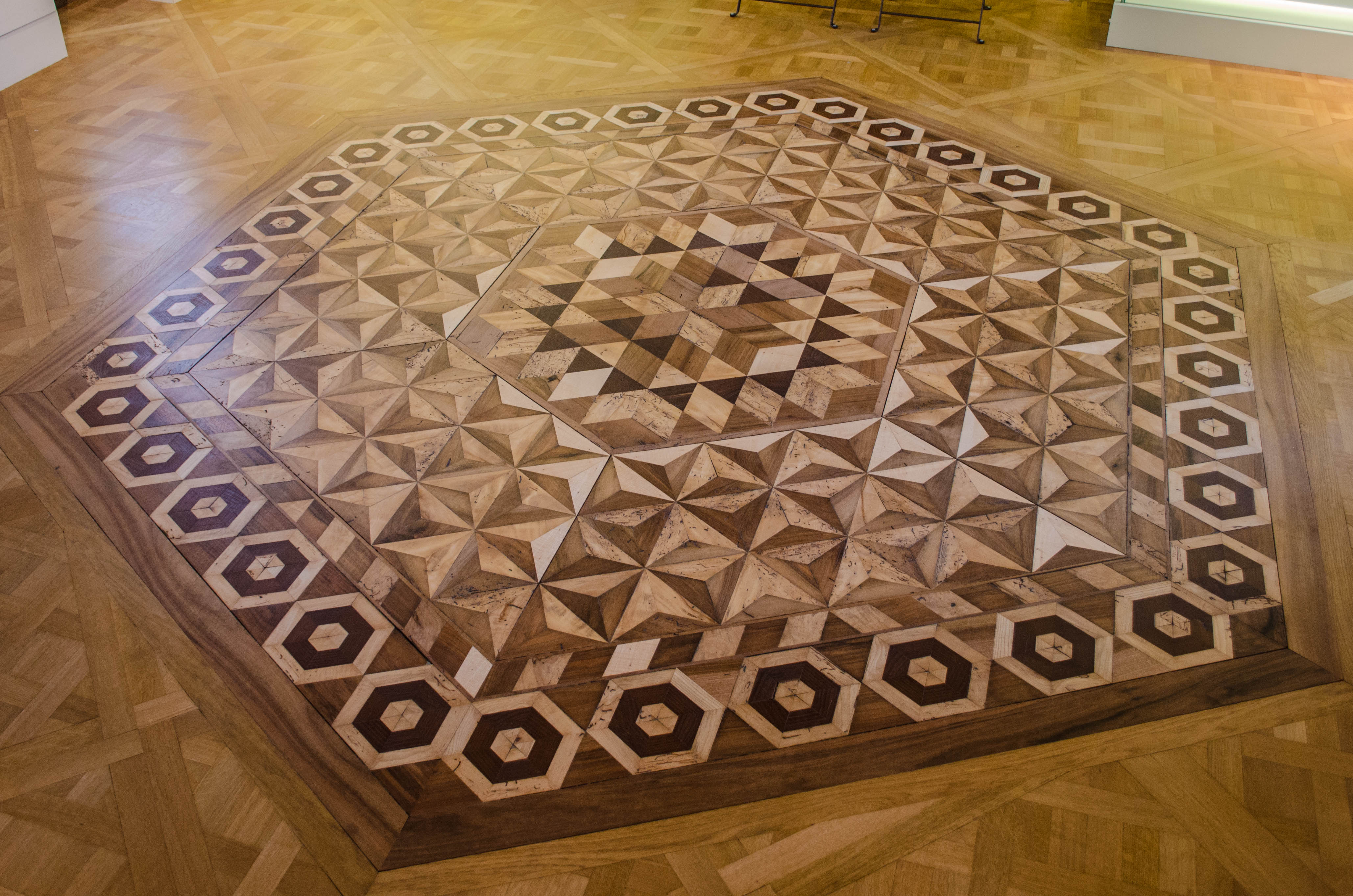
Diseño de parqué con diferentes maderas.
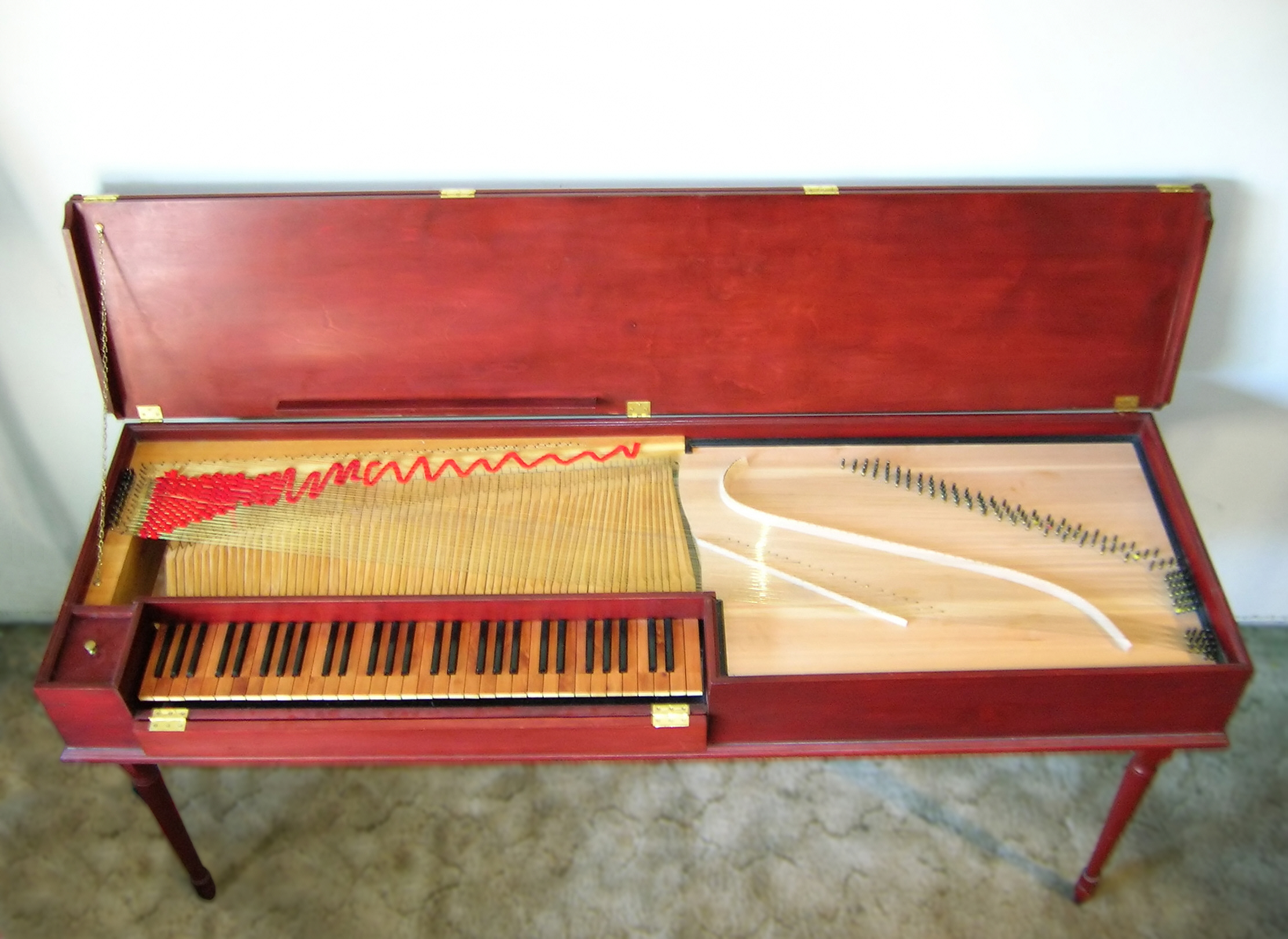
Clavicordio en caoba color caoba.
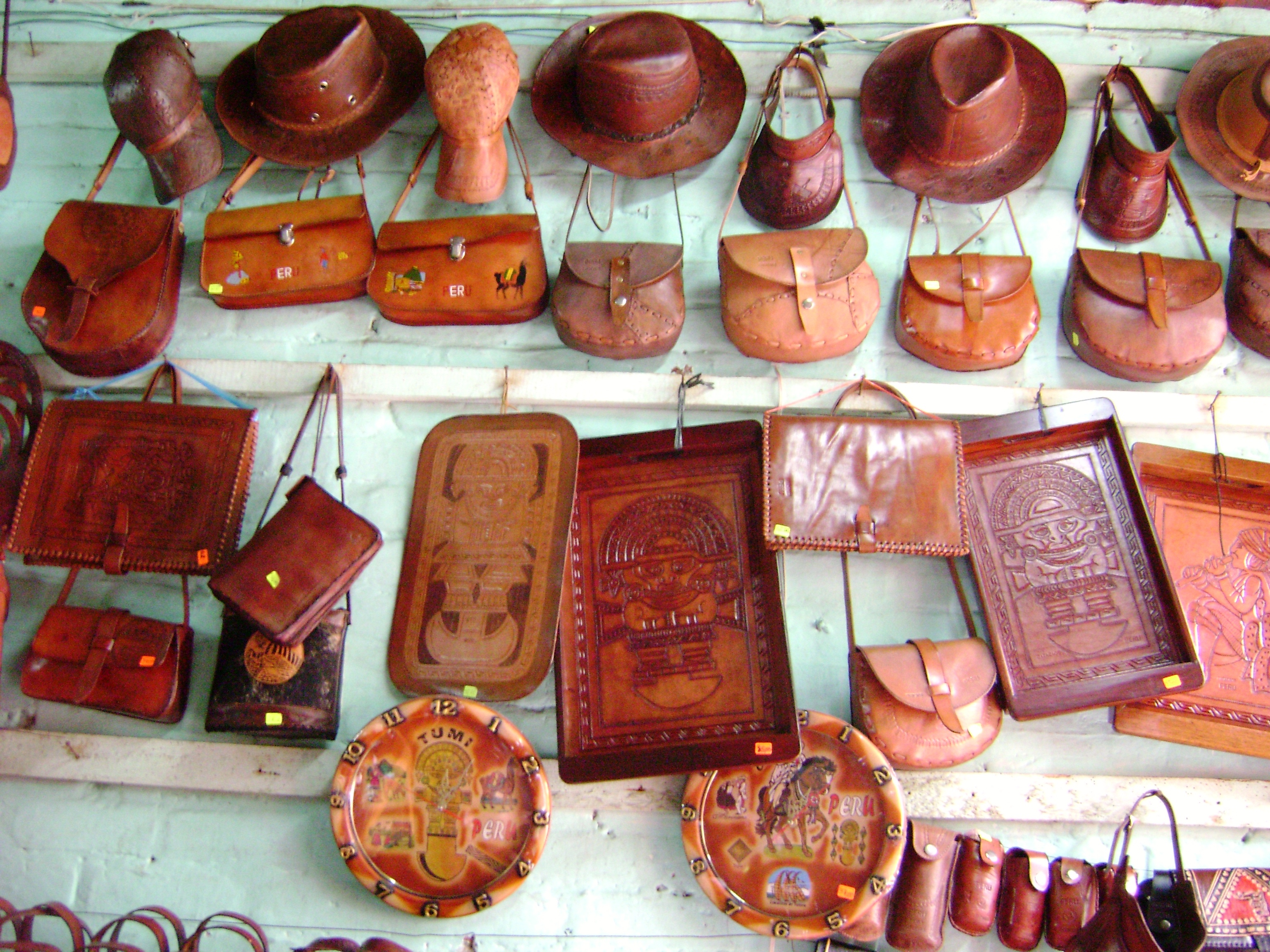
Artesanía peruana en cuero.
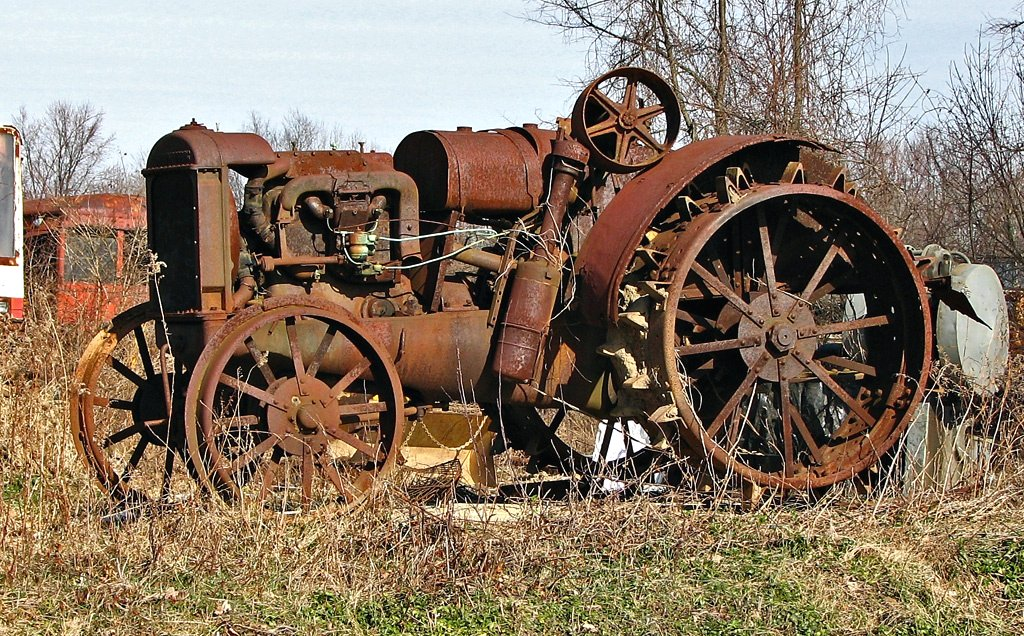
Color herrumbroso de un viejo tractor oxidado.
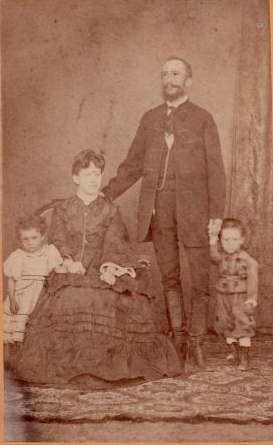
Fotografía en sepia de 1865.
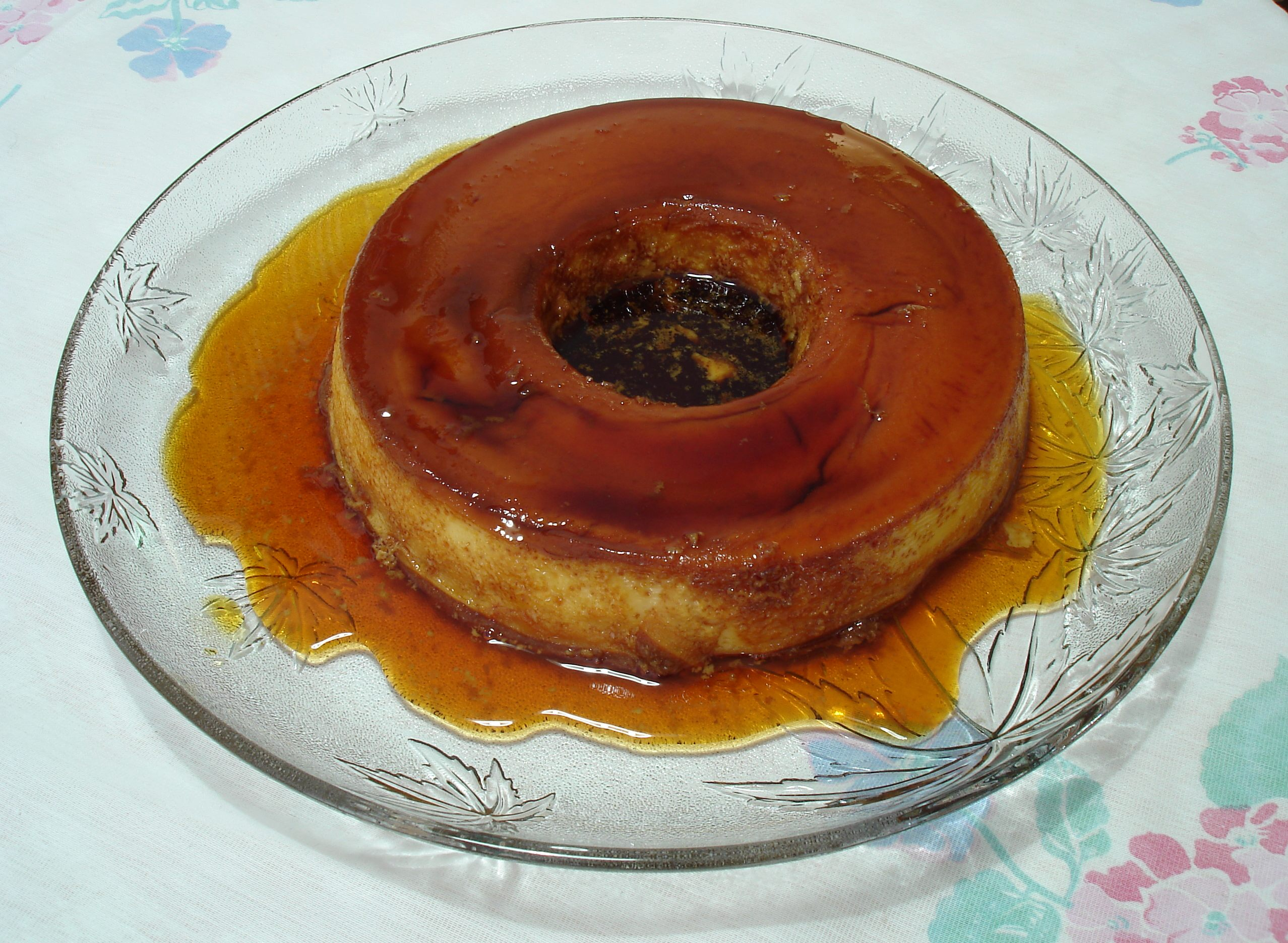
Color caramelo del caramelo líquido
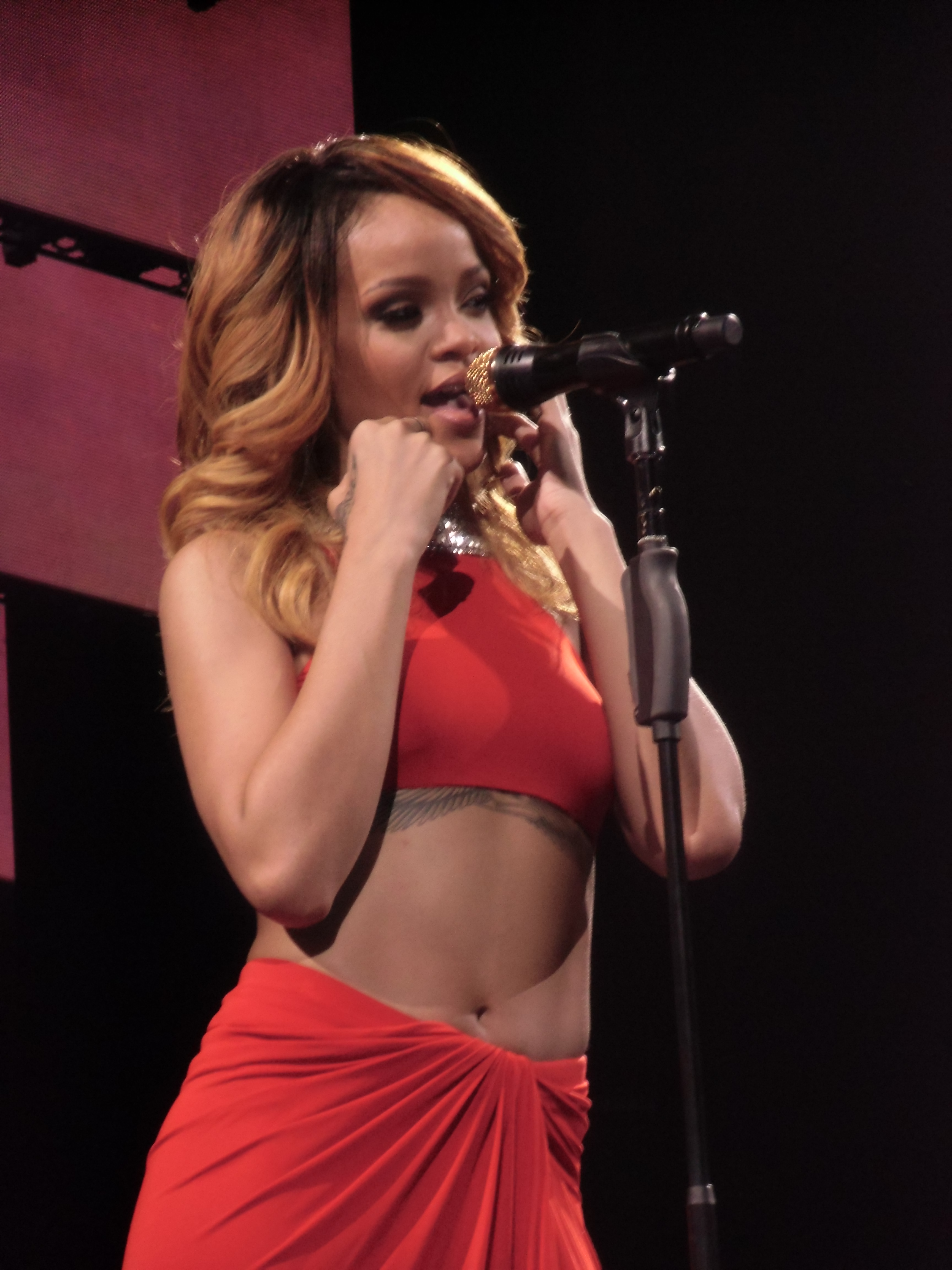
La piel canela es una referencia general a la piel amarronada (foto: cantante Rihanna).
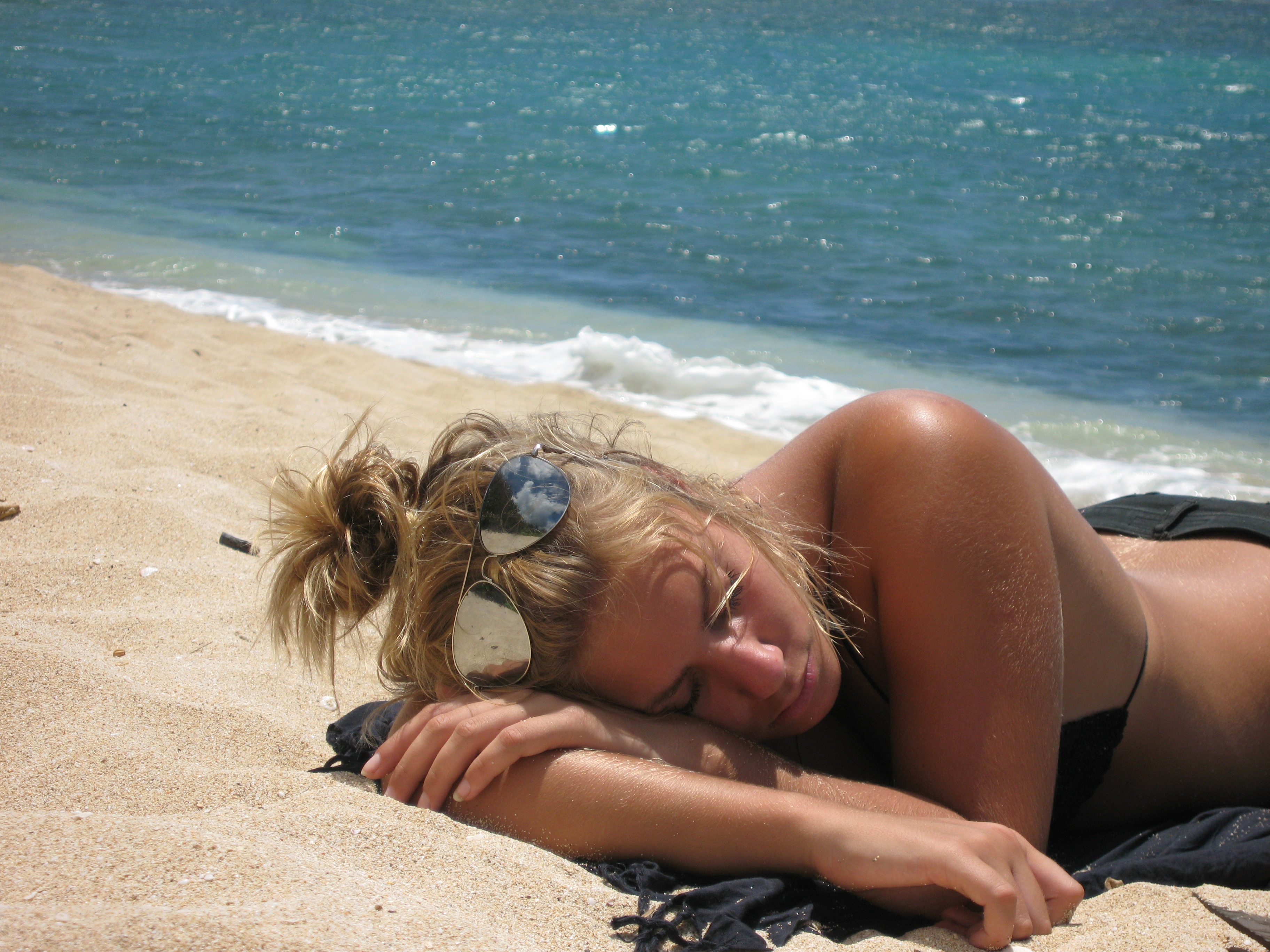
La piel bronceada presenta tonos amarronados.
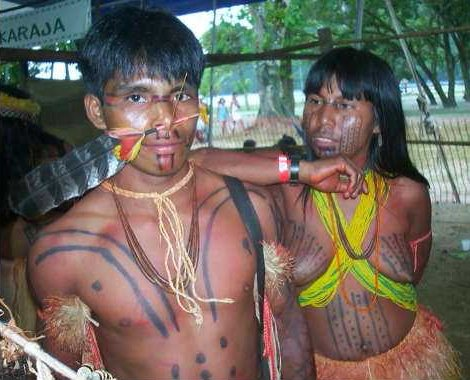
Los pueblos indígenas americanos fueron llamados cobrizos, en alusión al color cobre.
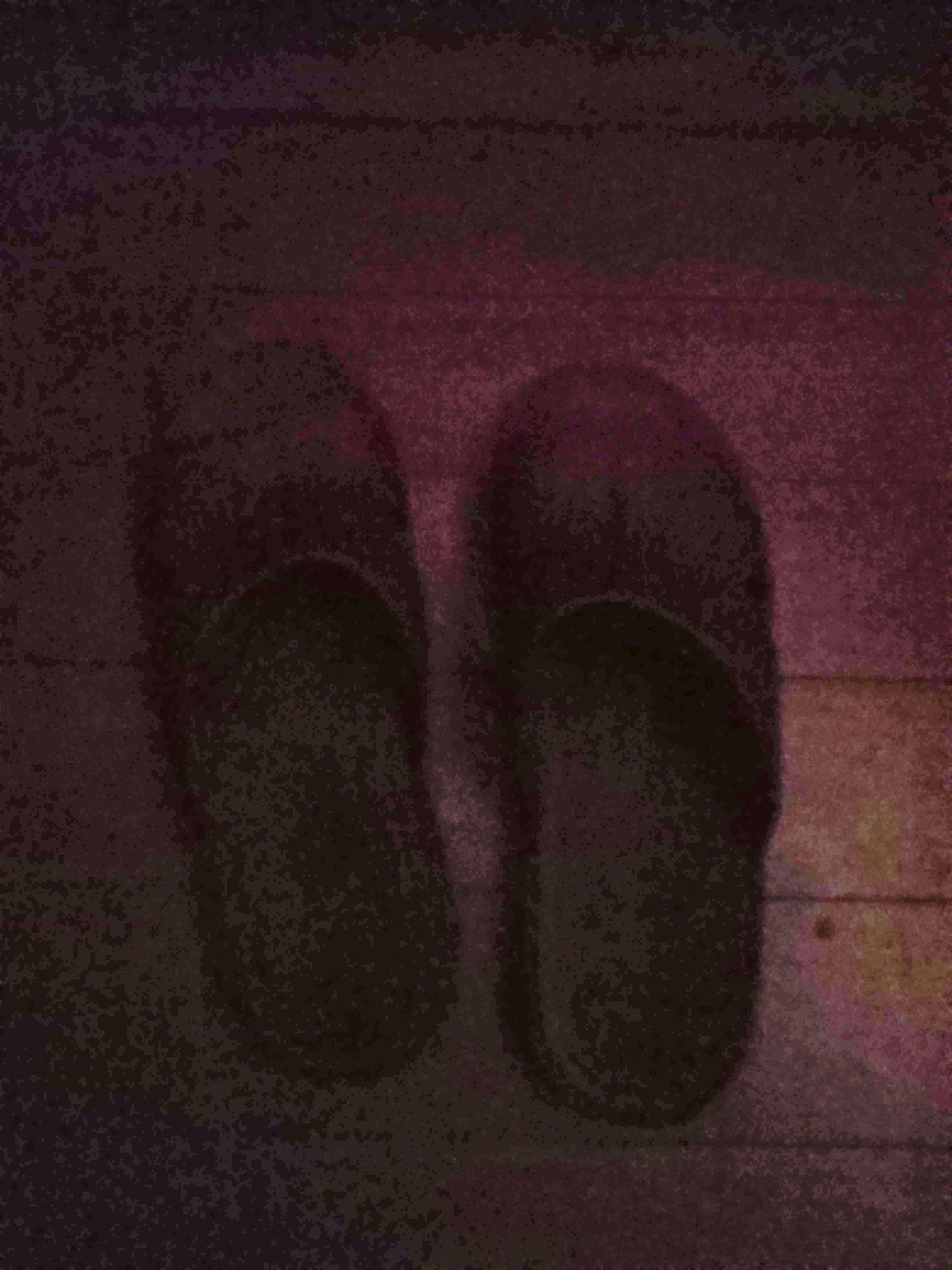
Chanclas de color café oscuro, sobre un piso de tablas de madera, también café.

## Colores web
Uno de los colores más representativos del marrón es el denominado SaddleBrown, que se significa "marrón silla de montar" en referencia al color marrón cuero.
|      | Marrón cuero (SaddleBrown) |
| HTML | #8B4513                    |
| RGB  | (139 , 69, 19)             |
| HSV  | (25°, 86 %, 55 %)          |

Marrón o pardo puede traducirse en inglés como brown, en este sentido se consideran marrones las siguientes coloraciones web: 
| Nombre HTML    | Código hex R G B | Código decimal R G B |
| -------------- | ---------------- | -------------------- |
| Cornsilk       | FFF8DC           | 255 248 220          |
| BlanchedAlmond | FFEBCD           | 255 235 205          |
| Bisque         | FFE4C4           | 255 228 196          |
| NavajoWhite    | FFDEAD           | 255 222 173          |
| Wheat          | F5DEB3           | 245 222 179          |
| BurlyWood      | DEB887           | 222 184 135          |
| Tan            | D2B48C           | 210 180 140          |
| DarkSalmon     | E9967A           | 233 150 122          |
| RosyBrown      | BC8F8F           | 188 143 143          |
| SandyBrown     | F4A460           | 244 164 96           |
| Goldenrod      | DAA520           | 218 165 32           |
| DarkGoldenrod  | B8860B           | 184 134 11           |
| Peru           | CD853F           | 205 133 63           |
| Chocolate      | D2691E           | 210 105 30           |
| SaddleBrown    | 8B4513           | 139 69 19            |
| Sienna         | A0522D           | 160 82 45            |
| Brown          | A52A2A           | 165 42 42            |
| Maroon         | 800000           | 128 0 0              |